# Bonaire
La isla de Bonaire (en neerlandés: Bonaire, pronunciado /boːˈnɛːr(ə)/ⓘ; en papiamento: Boneiru) es un municipio especial, parte integral de los Países Bajos y miembro de los países y territorios de ultramar de la Unión Europea (RUUE), ubicado en la región septentrional de América del Sur. Se ubica dentro del grupo de Islas de Sotavento, perteneciente a las Antillas Menores, justo al sur del mar Caribe y frente a la costa occidental del estado Falcón de Venezuela. Limita con las islas de Curazao y Aruba al oeste y el archipiélago Las Aves y Los Roques al este.
Tiene 288 km² de superficie. Su capital es Kralendijk, que se encuentra en la costa centroccidental de la isla.

## Toponimia

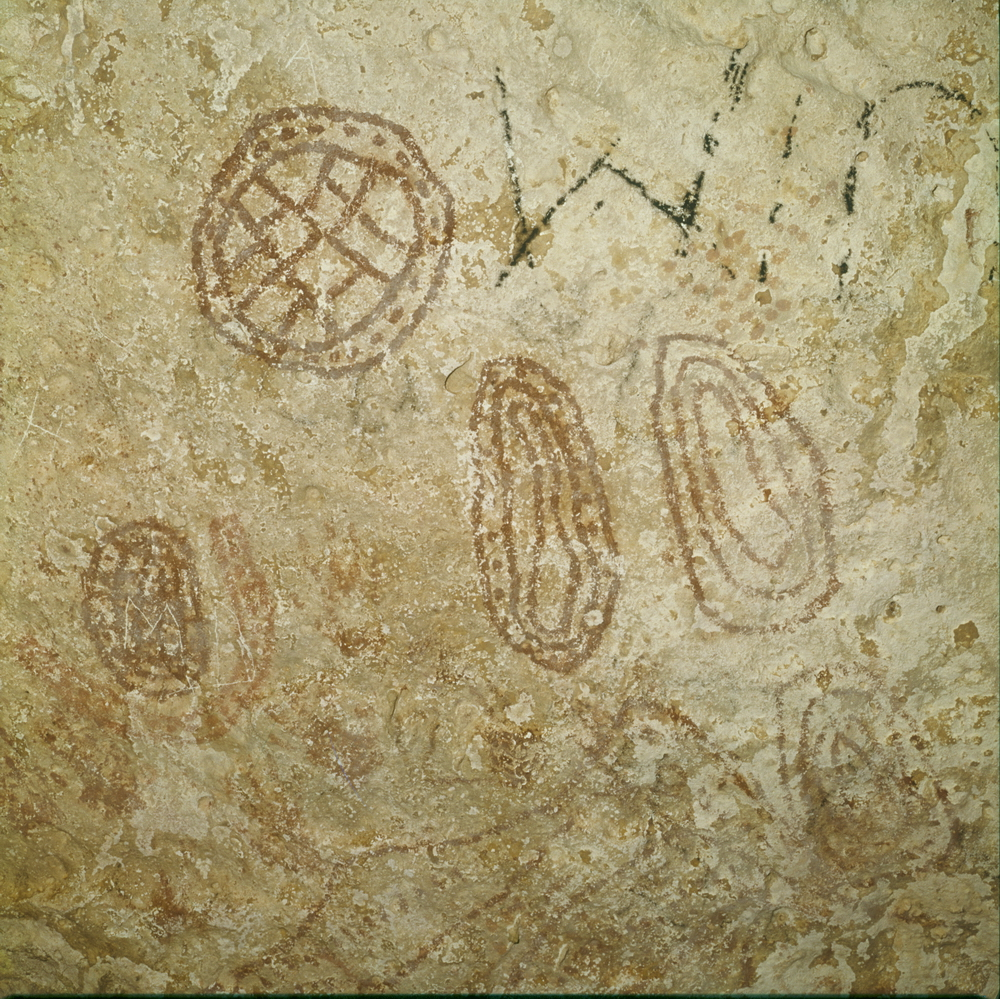
Petroglifos indígenas en Boca Spelonk, atribuidos con cierto grado de probabilidad a la cultura Dabajuro (3480-2325 a.C.), que también se encontraba en Venezuela

El nombre «Bonaire» parece ser de origen español, siendo bon una posible grafía antigua de buen, por lo que su nombre completo significaría buen aire.

## Historia

### Habitantes originales
Los primeros habitantes conocidos de Bonaire fueron los indios Arkaiko, cuya presencia en Bonaire se remonta al año 2500 a. C. Los Caquetíos, una rama de los Arawak, llegaron en canoa desde Venezuela en torno al año 1000 d. C. Se han encontrado restos arqueológicos de la cultura Caquetío en algunos lugares al noreste de Kralendijk y cerca de la Bahía del Lago. Se han conservado pinturas rupestres y petroglifos caquetíos en las cuevas de Spelonk, Onima, Ceru Pungi y Ceru Crita-Cabai. Los caquetíos eran, al parecer, un pueblo muy alto, ya que el nombre español de las islas ABC (Aruba, Bonaire y Curazao) era "las Islas de los Gigantes".

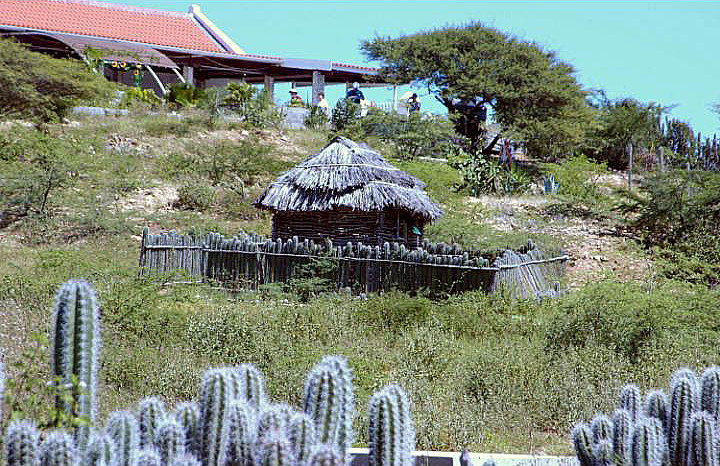
Representación de las chozas de los habitantes originales de Bonaire, en el Museo al aire libre de Rincón.

### Colonización española
Bonaire fue colonizada por los españoles en 1499, en una expedición dirigida por Alonso de Ojeda y Américo Vespucio. España colonizó Bonaire desde 1499 por un período aproximado de un siglo. Asimismo, una de las referencias más antiguas sobre el nombre de la isla se encuentra en el archivo del Registro Público Principal de la ciudad de Caracas (Venezuela). Un documento fechado el 9 de diciembre de 1595 especifica que Don Francisco Montesinos, cura y vicario de "las Yslas de Curasao, Aruba y Bonaire", le confería un poder a Pedro Gutiérrez de Lugo, estante en Caracas, para que cobrara de las Reales Cajas de Su Católica Majestad Don Felipe II el salario que le correspondía por su oficio de cura y vicario de las islas.
Esta pequeña isla se llamó primero isla de Brasil. Los indígenas Caquetíos de la etnia arawak, que habitaban la isla a la llegada de los europeos, fueron descritos por los españoles como hombres que vivían en la Edad de Piedra y se refugiaban en chozas de adobe. Como parte de la colonización española, los indígenas fueron trasladados en 1515 a las minas de cobre de la isla de La Española, debido a la inviabilidad de la isla como base autosuficiente.
Los restos de la población indígena de Bonaire pueden observarse en algunos de los actuales habitantes de la isla. De hecho, la mayoría de la población es mestiza, con minorías de europeos (descendientes de los neerlandeses) y africanos (descendientes de los esclavos).

### Colonización neerlandesa
Los neerlandeses arrebataron Curazao a los españoles en 1634, pues necesitaban encarecidamente una base naval en su guerra contra ellos. Bonaire y la vecina Aruba también cayeron en manos de los neerlandeses en 1636, y se convirtieron en una colonia neerlandesa.
La Compañía Neerlandesa de las Indias Occidentales comenzó en 1639 la producción de sal, que es hoy en día una parte muy importante de la economía de la isla, junto con el turismo subacuático. Desde 1800, y durante algunos años, la isla fue controlada por piratas franceses y británicos. Los neerlandeses no recuperaron el control hasta 1816.
Desde 1816 hasta 1868, Bonaire siguió siendo una plantación gubernamental. En 1825, había en la isla unos 300 esclavos propiedad del gobierno. Poco a poco, muchos de los esclavos fueron liberados y se convirtieron en hombres libres con la obligación de prestar algunos servicios al gobierno. Los esclavos restantes fueron liberados el 30 de septiembre de 1862 en virtud del Reglamento de Emancipación. Un total de 607 esclavos del gobierno y 151 esclavos privados fueron liberados en ese momento.

### Segunda Guerra Mundial
Durante la ocupación alemana de los Países Bajos en la Segunda Guerra Mundial, Bonaire fue un protectorado del Reino Unido y de los Estados Unidos. El ejército estadounidense construyó allí el aeropuerto de Flamingo como base aérea. Después de que Alemania invadiera los Países Bajos el 10 de mayo de 1940, muchos ciudadanos alemanes y austríacos fueron internados en un campo en Bonaire durante la guerra. En 1944, la princesa Juliana de los Países Bajos y Eleanor Roosevelt visitaron a las tropas en Bonaire.

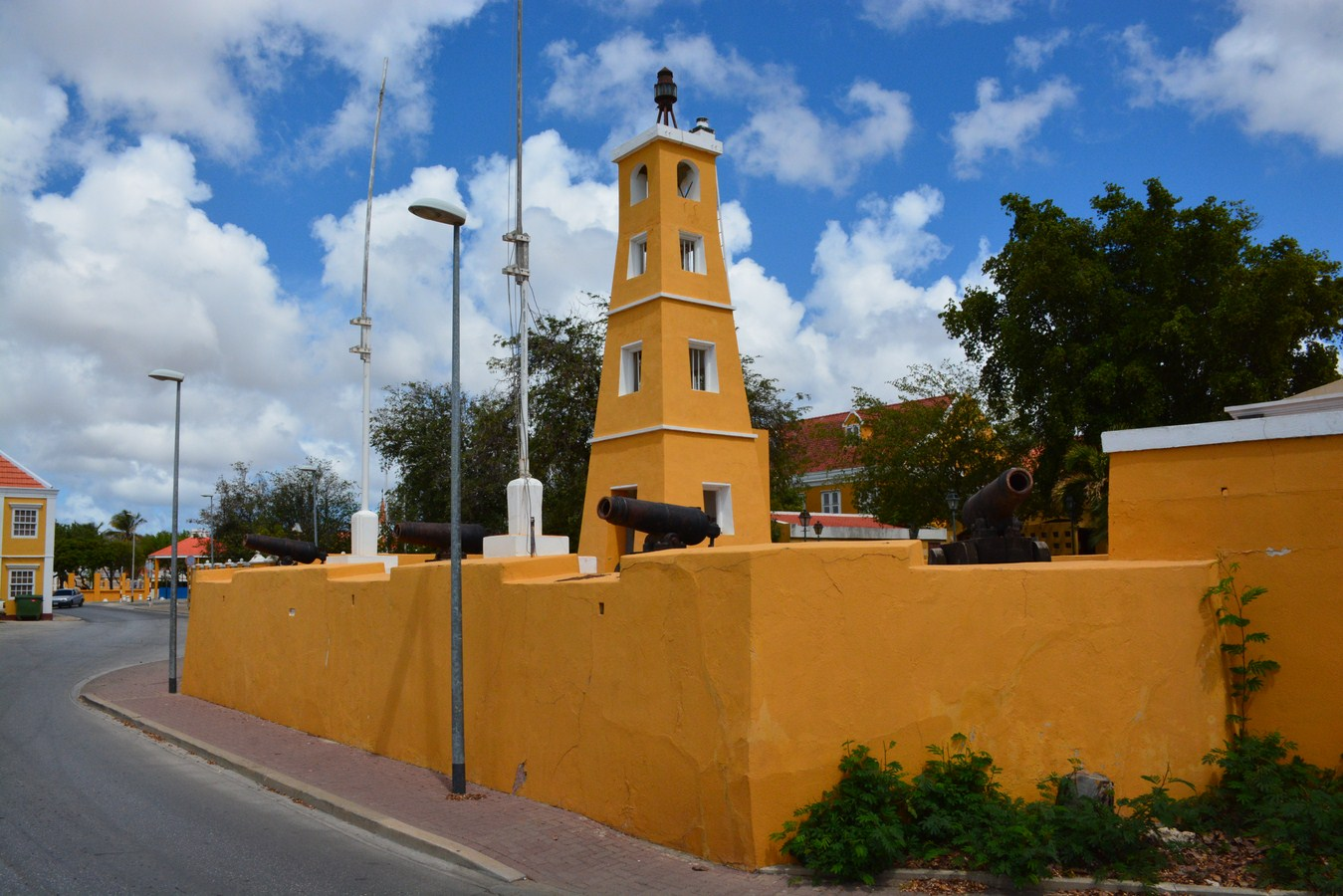
Fuerte Oranje, construido en 1639

Los marineros de Bonaire hicieron una contribución superior a la media durante la Segunda Guerra Mundial. Los submarinos alemanes intentaron eliminar la navegación alrededor de las refinerías de Aruba y Curazao y así eliminar la enorme producción de combustible para los aliados. Los barcos con tripulación de Bonaire también participaron en estas batallas. Entre los muchos desaparecidos después de la guerra estaban los 34 bonaireños que murieron en estos barcos (más que en las otras islas de las entonces Indias Occidentales holandesas). Durante la Segunda Guerra Mundial, el lugar donde ahora se encuentra el Divi Flamingo Beach Resort & Casino sirvió de campo de internamiento para los alemanes y austríacos que vivían en las Antillas, principalmente ya que se desconfiaba de ellos. Podrían haber saboteado las gigantescas refinerías de petróleo de Aruba y Curazao que iban a suministrar queroseno a la flota aérea aliada.
El campo estuvo en funcionamiento de 1940 a 1947. En total, 461 personas fueron internadas durante este periodo sin ningún tipo de juicio, la mayoría de ellas completamente inocentes. Entre ellos se encontraban Medardo de Marchena y también el fotógrafo Fred Fischer, entonces todavía ciudadano austríaco. Muchos alemanes internados acababan de huir de la violencia nazi. Pero también hubo prisioneros de guerra alemanes, algunos de los cuales se quedaron después de la guerra. En septiembre de 1943, el padre de George Maduro, que da nombre a Madurodam, pidió a la reina Guillermina que intercambiara a su hijo por los alemanes internados en Bonaire. El gobierno no accedió a la solicitud. Después de la guerra, los cuarteles vacíos se convirtieron en el primer hotel de Bonaire: Zeebad.

### Posguerra

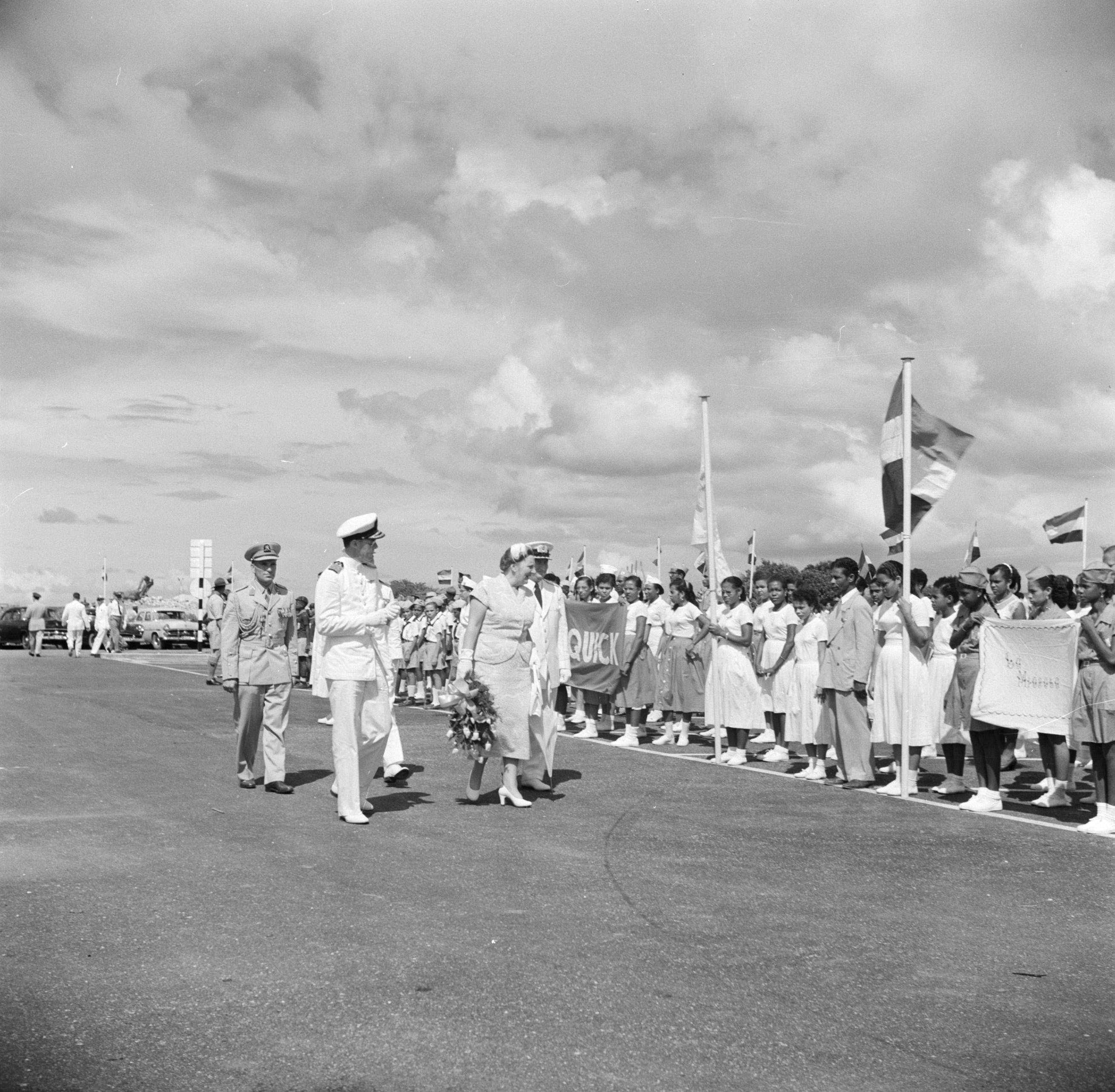
Visita real de la Reina Juliana y el Príncipe Bernardo en 1955

Después de la guerra, la economía de Bonaire siguió desarrollándose. El aeropuerto se reconvirtió a uso civil y el antiguo campo de internamiento se convirtió en el primer hotel de Bonaire. El neerlandés Pierre Schunck puso en marcha una fábrica de ropa conocida como Schunck's Kledingindustrie Bonaire, una solución parcial para el gran excedente femenino de la isla. En 1964, Trans World Radio comenzó a emitir desde Bonaire. Radio Netherlands Worldwide construyó dos transmisores de onda corta en Bonaire en 1969. El segundo gran hotel, Bonaire Beach Hotel, se completó en 1962. La producción de sal se reanudó en 1966, cuando las salinas fueron ampliadas y modernizadas por la Antilles International Salt Company, filial de la International Salt Company. Parte de las instalaciones se adentran en el mar Caribe y forman el popular lugar de buceo conocido como Muelle de la Sal. La terminal petrolera de Bonaire Petroleum Corporation (BOPEC) se inauguró en 1975 para el transbordo de petróleo.
Las Antillas Neerlandesas, incluyendo Bonaire, se convirtieron en territorio autónomo de los Países Bajos en 1954, en el momento en que este país les garantizó económicamente el desarrollo de sus propios recursos con subvenciones. En enero de 1986 Bonaire pasó a ser un territorio del Reino de los Países Bajos, que ahora se compone de los Países Bajos, las Antillas Neerlandesas (Bonaire, Curazao, Saba, San Eustaquio y San Martín) y Aruba. Este hecho permitió que el desarrollo del turismo y de los otros recursos económicos queden en manos de las Antillas Neerlandesas, mientras que la defensa y asuntos exteriores son responsabilidad de los Países Bajos.

### Municipio Especial
En el Referéndum constitucional de 2010, se acordó que el Reino de los Países Bajos pasaría a estar compuesto de cuatro partes: Curazao, San Martín, Aruba y los Países Bajos (que incluye a tres islas del Caribe: Bonaire, Saba y San Eustaquio). Es decir, Bonaire pasó de ser un territorio a ser un municipio especial dentro de los Países Bajos.
Aunque la separación estaba prevista para el 15 de diciembre de 2008, ésta se concretó el 17 de diciembre de 2010. Como resultado, el gobierno de los Países Bajos asumió la tarea de la administración pública de los Países Bajos del Caribe o Islas BES, que comprenden Bonaire, San Eustaquio y Saba. Las tres islas adquirieron un nuevo estatus de "municipios especiales" (bijzondere gemeenten), lo que las convierte en parte de los propios Países Bajos, una forma de "organismo público" (openbaar lichaam), según el artículo 134 de la constitución holandesa. Los municipios especiales no forman parte de una provincia.
Como municipio especial, Bonaire se parece mucho a los municipios holandeses ordinarios, ya que tiene un alcalde, concejales y un consejo municipal, y se rige según la mayoría de las leyes holandesas. La legislación antillana siguió en vigor después del 10 de octubre de 2010, con la excepción de los casos en que la ley antillana fue sustituida por la ley municipal de Bonaire. Se consideró que lo mejor para la isla era no introducir todo el cuerpo de la legislación neerlandesa de una sola vez, ya que causaría confusión. Por lo tanto, la legislación neerlandesa se fue introduciendo por etapas. Bonaire conserva su propia cultura, mientras que los residentes disfrutan de los mismos derechos que los ciudadanos holandeses, incluido el derecho a votar en las elecciones parlamentarias de los Países Bajos. Los residentes también tienen acceso a instalaciones nuevas o mejoradas y a beneficios gubernamentales que incluyen, entre otros, atención sanitaria universal; mejores instalaciones de atención sanitaria; mejores instalaciones educativas con formación adicional para los profesores, nuevos métodos de enseñanza y nuevos edificios escolares; viviendas sociales para personas y familias con bajos ingresos; un cuerpo de policía único, un cuerpo de bomberos y un servicio de ambulancias centralizados. Aunque las tres islas se consideran tierra de los Países Bajos, no forman parte de la Unión Europea, por lo que no están sujetas al Derecho de la Unión Europea. Se consideran un país y territorio de ultramar.
La organización no gubernamental de Bonaire Nos Ke Boneiru Bèk ("Queremos que vuelva Bonaire") está en contra de la actual relación constitucional con los Países Bajos. En referencia al referéndum de Bonaire de 2004, la organización opina que dicho acuerdo nunca fue la elección del pueblo. El ministro neerlandés de Asuntos Internos y Relaciones con el Reino, Ronald Plasterk, respondió a la organización confirmando que sólo los "Consejos Insulares de los Países Bajos del Caribe tienen autoridad para decidir sobre la celebración de un referéndum constitucional, no el gobierno holandés". En respuesta, la organización reunió más de 3.500 firmas en 2013 a favor de un nuevo referéndum. En una carta al ministro Plasterk, James Finies, presidente de Nos Ke Boneiru Bèk, solicitó un "nuevo referéndum en virtud del derecho de autodeterminación".
Plasterk respondió informando a Finies de que habían comenzado los preparativos para la evaluación de la estructura de la entidad pública para 2015, pero que un "posible cambio de las relaciones constitucionales no forma parte de esa evaluación". El nuevo referéndum tuvo lugar el 18 de diciembre de 2015. El 65% de la participación votó que no estaba contento con la relación actual entre Bonaire y los Países Bajos.

## Geografía
Bonaire se encuentra a unos 80 kilómetros de la costa de Venezuela, en la plataforma continental de Sudamérica, por lo que geológicamente se considera parte del continente. Los geólogos creen que Bonaire se formó hace relativamente poco tiempo. Cuando la plataforma continental cercana (que ahora se encuentra cerca de Montserrat y es la causa de la actividad volcánica en esa isla) se desplazó por la zona, obligó a una gran masa de roca a salir a la superficie del océano y creó las islas de las Antillas Menores y Mayores, incluida Bonaire. A medida que el fondo marino se elevó, creció un vasto arrecife de coral en lo que ahora es tierra firme. Con el tiempo, estos corales quedaron expuestos al aire y perecieron, convirtiéndose en depósitos de piedra caliza en la superficie durante milenios.
Se pueden ver grandes cantidades de esqueletos de coral a lo largo de la costa y en el interior de Bonaire. La isla es esencialmente un arrecife de coral que ha sido empujado geológicamente hacia arriba y fuera del mar. Esto también dio lugar al sistema natural de arrecifes de borde que se ve hoy en día, en el que las formaciones de coral comienzan en la línea de costa. Las variaciones de las mareas son de sólo unos 55-60 centímetros, por lo que los corales comienzan en la línea de bajamar y continúan siguiendo la topología submarina de la base de la isla. Las mareas de Bonaire se ven más afectadas por una combinación de viento y sistemas de baja/alta presión que por la luna.
Klein Bonaire

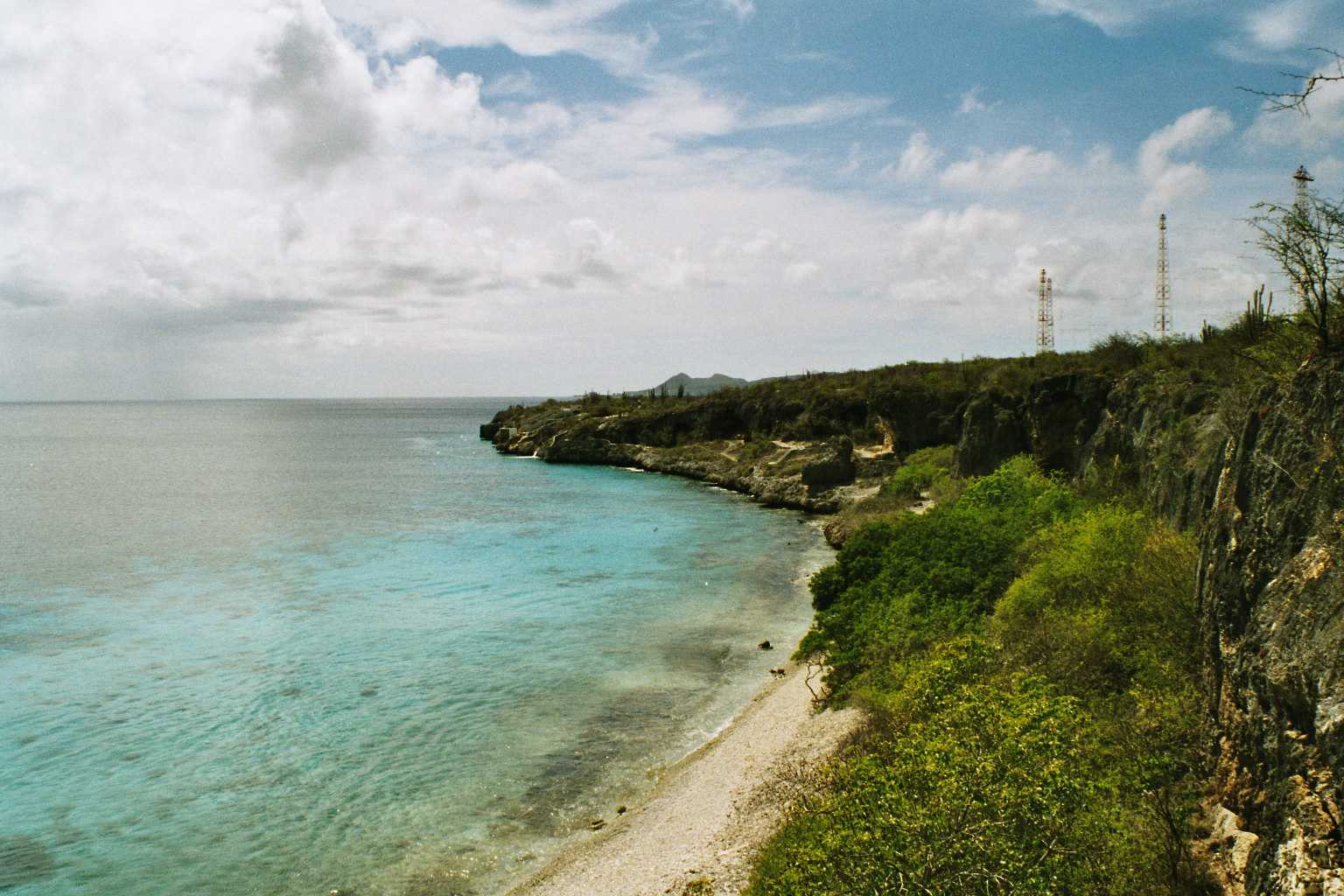
Costa Suroeste de la isla de Bonaire

El extremo norte de la isla es relativamente montañoso, aunque su pico más alto (Brandaris) sólo mide 240 metros. La parte sur de la isla es casi plana y apenas se eleva sobre el nivel del mar. Una parte importante de esta región meridional está cubierta de agua de mar en proceso de evaporación para la producción de sal. En esta zona también se encuentra la Bahía del Lago, con su gran bosque de manglares. El litoral de Bonaire está salpicado de lagunas y ensenadas, la mayor de las cuales es el lago Goto, en el norte. Estas lagunas y humedales constituyen un excelente hábitat para una gran variedad de aves costeras., la pequeña isla situada a sotavento de Bonaire, tiene la misma historia geológica. Mientras que Bonaire tiene algunas colinas y variaciones de altitud, la superficie de Klein Bonaire es bastante llana y está a sólo unos metros por encima de la marea alta. Como la isla aún no se ha desarrollado, el sistema de arrecifes que la rodea es realmente prístino. La isla más pequeña está completamente rodeada de lugares de buceo.
Bonaire tiene una superficie de 288 km², mientras que Klein Bonaire tiene 6 km² más.El parque nacional de Washington Slagbaai es una reserva ecológica en la parte norte de la isla. El punto más alto de Bonaire, el monte Brandaris, de 240 m de altura, se encuentra dentro de esta reserva y ofrece una vista completa de la isla. Bonaire no tiene fronteras terrestres, pero si marítimas que fueron fijadas por el Tratado de límites entre Venezuela y los Países Bajos firmado por ambas partes en 1978.

### Clima

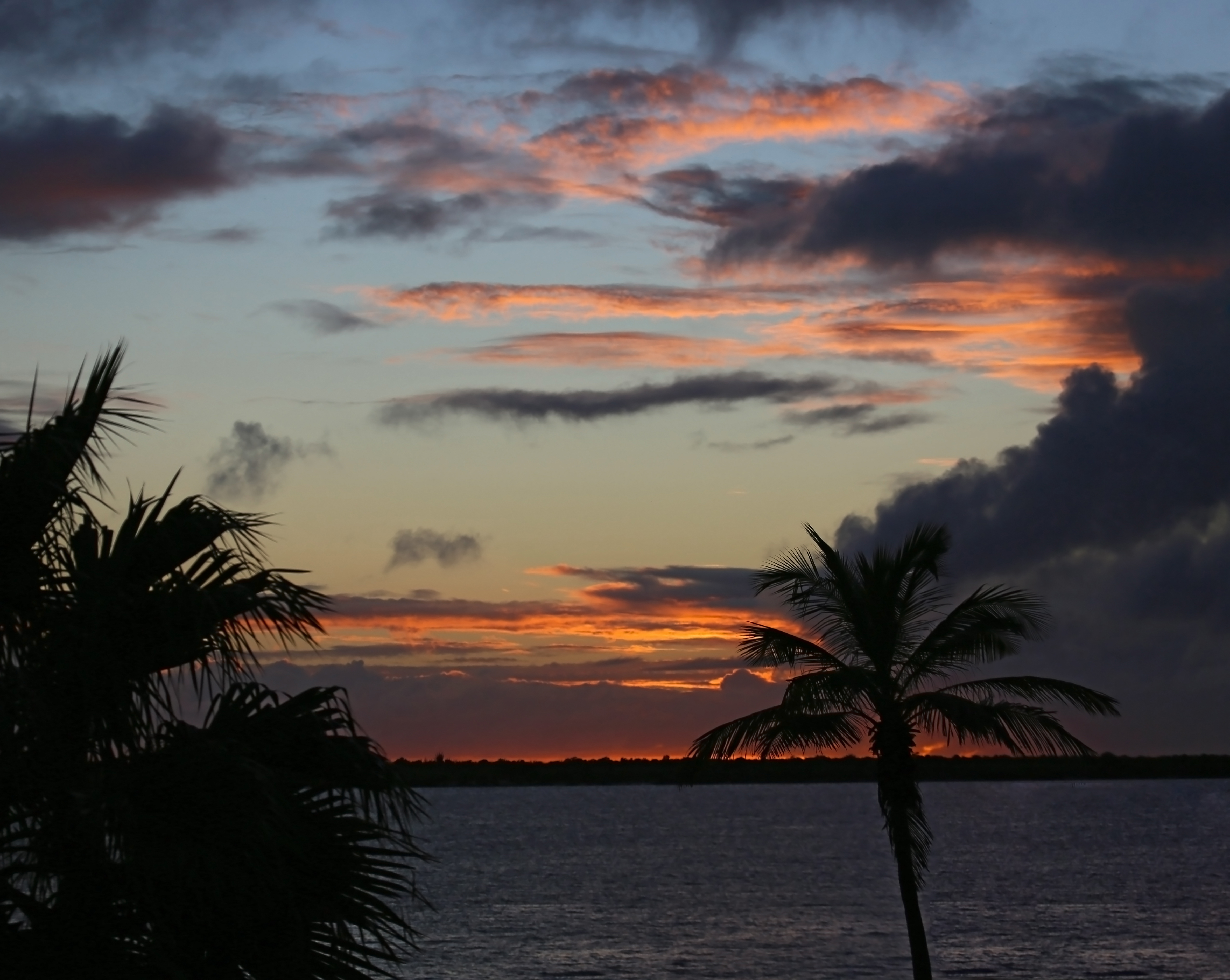
Atardecer en Bonaire

Bonaire tiene un clima cálido, seco (aunque húmedo) y ventoso. La temperatura media es de 27,5 °C (81,5 °F) con una variación estacional de 1,4 °C (2,5 °F) y una variación diaria de 5,6 °C (10 °F). La temperatura del océano alrededor de la isla fluctúa entre 26 y 30 °C (78 y 86 °F). La temperatura más alta registrada es de 35,8 °C (96,4 °F) y la más baja, de 19,8 °C (67,6 °F). Los vientos casi constantes soplan del este con una velocidad media de 22 kilómetros por hora (12 kn).
La humedad es muy constante, con una media del 76% y una fluctuación diaria entre el 85% y el 66%. La precipitación media anual es de 520 milímetros (20,5 pulgadas), la mayor parte de la cual se produce entre octubre y enero Bonaire se encuentra fuera del cinturón de huracanes, aunque su clima y sus condiciones oceánicas se ven afectados ocasionalmente por huracanes y tormentas tropicales. Este clima semiárido es propicio para una gran variedad de cactus y otras plantas desérticas.

### Cambio climático
El cambio climático provoca alteraciones en todo el mundo en los sistemas meteorológicos. Los efectos en el Caribe y en Bonaire se están investigando actualmente.

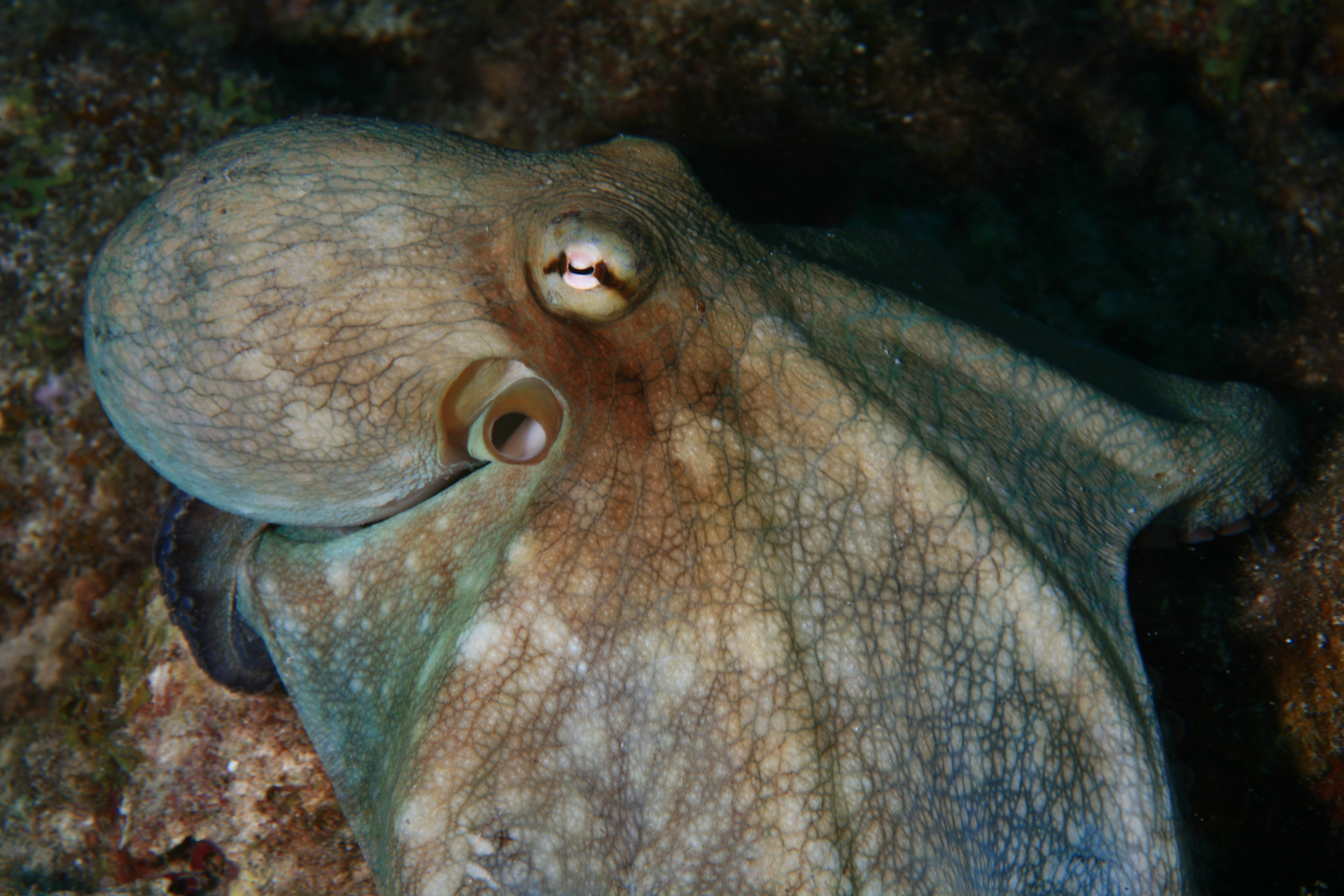
Pulpo común (Octopus vulgaris) en aguas de Bonaire

Se sabe que aunque la isla esta fuera del área más afectada por los Huracanes, las tormentas ya tienen un gran impacto en Bonaire. Por ejemplo, en 2008 cuando el huracán Omar llegó a Bonaire y causó muchos daños. Las olas, de metros de altura, inundaron el bulevar de Kralendijk. Los huéspedes de un hotel tuvieron que ser evacuados y un muelle quedó destruido. E incluso cuando las tormentas que ya se han debilitado pasan por Bonaire, como el huracán Gonzalo en agosto de 2021, impactan en la vida cotidiana de los habitantes de Bonaire. Las carreteras ya dañadas de Bonaire se desbordaron con el agua de las inundaciones y muchas casas fueron afectadas.
Teniendo en cuenta todas las amenazas que se verán agravadas por el cambio climático en Bonaire, se cree que el impacto en la isla será considerable en el futuro. La Universidad de Wageningen resumió algunas conclusiones: Se espera que el cambio climático afecte tanto a la situación natural como a la socioeconómica de Bonaire. Por ejemplo, es probable que las zonas bajas y costeras que albergan muchos de los complejos turísticos, las zonas residenciales, los estanques salinos, los manglares y las playas de anidación de tortugas sufran daños más frecuentes a causa de las tormentas marinas, y la subida del nivel del mar provocará inundaciones permanentes. Además, el aumento de la temperatura del agua del mar ya está debilitando la resistencia de los corales contra las enfermedades, lo que hace que estos arrecifes sean menos atractivos para el turismo de buceo.
El Consejo Consultivo de Asuntos Internacionales, organismo independiente que asesora al gobierno y al parlamento neerlandés en materia de política exterior, tiene preocupaciones similares. Las consecuencias de gran alcance del cambio climático suponen (con el tiempo) una gran amenaza para el bienestar de los ciudadanos del Reino. No sólo como un acelerador de la inseguridad existente, sino también como una causa independiente de sufrimiento humano. La parte caribeña del Reino es mucho más vulnerable a esto que la parte europea del Reino de los Países Bajos. Según recientes estudios de seguridad climática, la región es una de las más vulnerables del mundo.

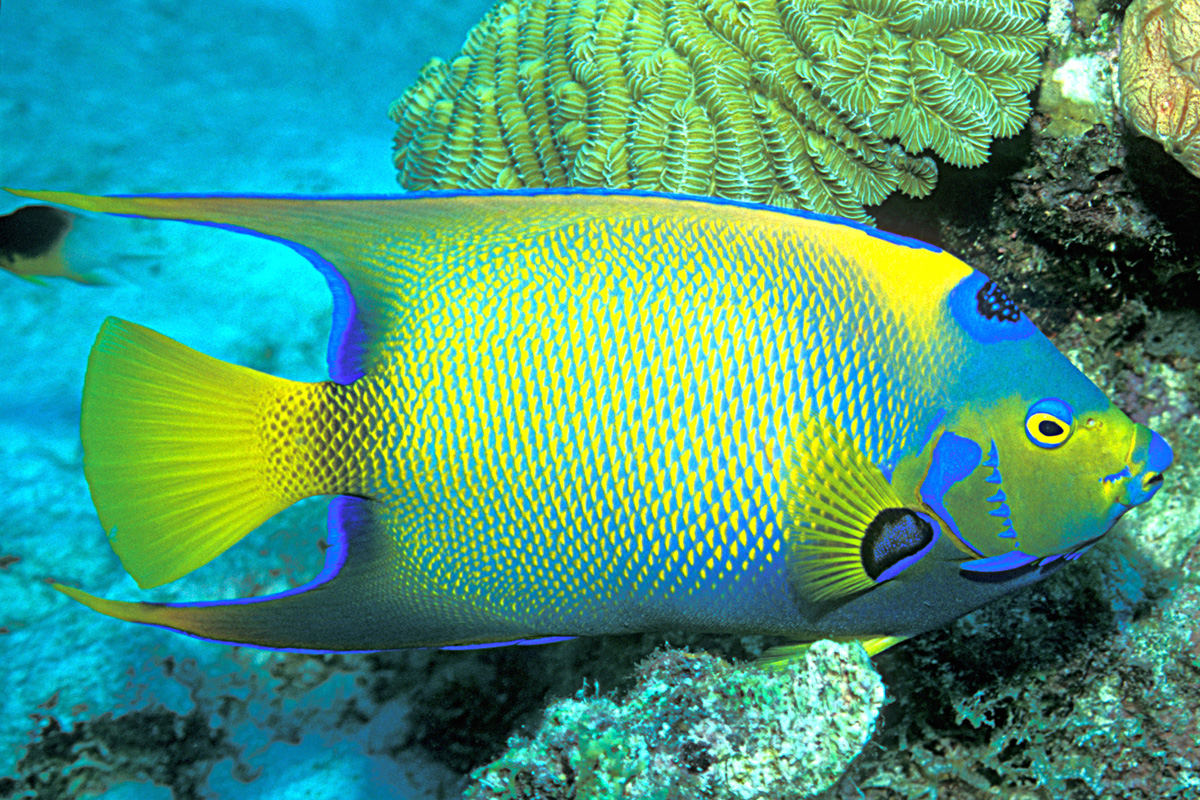
Holacanthus ciliaris en Bonaire

### Naturaleza
La mayor belleza se halla en la vida subacuática, en la que el buceador encuentra una variedad de flora y fauna que semeja un paisaje de ciencia ficción. Hay una perfecta visibilidad de 30 metros en las transparentes aguas bajo la superficie. Uno de los destinos excelente para visitar, por nombrar alguno, es Playa Bengue o Karpata.
El pueblo aborigen que la habitaba, los arahuacos, la llamaron Bojnay ("Tierras bajas"). También estaba poblada por grupos de indios caiquetios.
El patrimonio subacuático está permanentemente controlado por el Parque marino de Bonaire. En Bonaire hay reglamentaciones que protegen toda la vida de su Parque Marino en las cercanías de la costa, sus arrecifes de coral (cuya belleza se puede apreciar a poca profundidad y a unos metros de la costa) y las especies que viven allí: peces loro, meros, sábalos, peces trompeta, tortugas, peces ángel, barracudas, erizos de mar, cangrejos ermitaños, etc.
La pesca está permitida fuera de la zona costera, y hay variadas especies, entre las que abunda el róbalo.
Hace más de 30 años, Bonaire se convirtió en la primera isla del Caribe en prohibir la pesca con arpón, y poco tiempo más tarde prohibió sacar los corales de sus aguas. El Bonaire Marine Park, un parque establecido en 1979, protege todas las aguas de la isla.

### Ecología

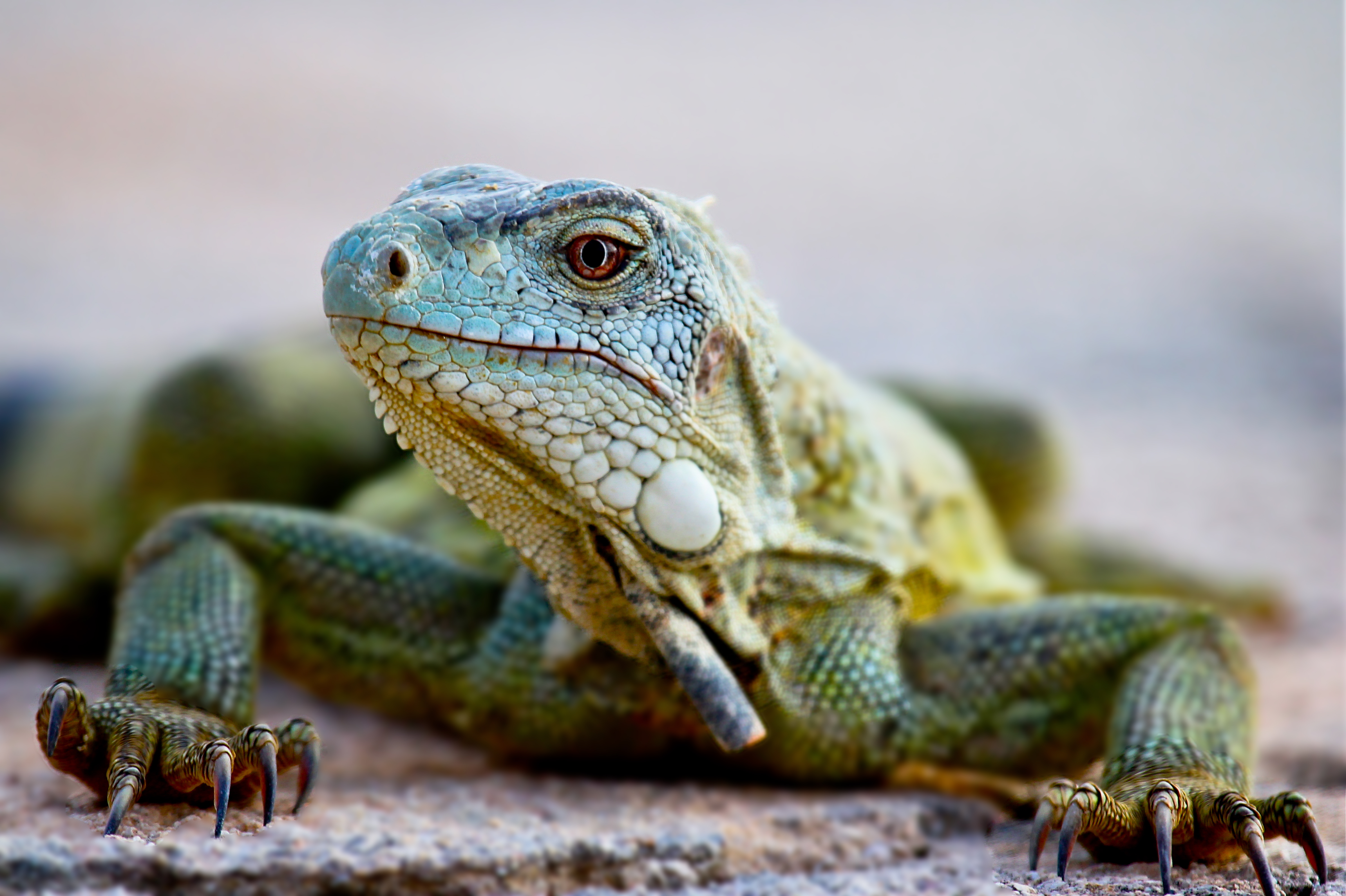
Iguana verde en Bonaire

Bonaire está bordeada por un arrecife de coral al que pueden acceder los buceadores desde la costa a lo largo del lado de sotavento de la isla (orientado al oeste-suroeste). Toda la costa de la isla fue designada santuario marino en 1979, en un esfuerzo por preservar y proteger el delicado arrecife de coral y la vida marina que depende de él. Hay más de 350 especies de peces y sesenta especies de coral que viven en el arrecife de Bonaire El coral estrella de Boulder (Montastraea annularis) es el más común, según un estudio realizado en 2011. En ese mismo año los biólogos descubrieron una nueva especie de medusa en Bonaire, la medusa caja anillada de Bonaire, tamoya oboya, altamente venenosa.
Bonaire también es famosa por sus poblaciones de flamencos y su santuario de burros. Los flamencos se sienten atraídos por las aguas salobres de las lagunas de la isla, que albergan los camarones de los que se alimentan. Bonaire alberga una de las cuatro únicas zonas de anidación del flamenco caribeño. Situado en el Pekelmeer, en el sur de la isla, no se permite la entrada de personas en este santuario. En el siglo XVI, los europeos introdujeron en Bonaire ovejas, cabras, cerdos, caballos y burros, y los descendientes de los burros, las cabras y los cerdos vagan por la isla en la actualidad.
En Bonaire también habita el loro amazona de hombros amarillos, ecológicamente vulnerable, Amazona barbadensis.

### Iniciativas medioambientales
La isla de Bonaire lleva mucho tiempo siendo líder en la conservación de la naturaleza y la responsabilidad ecológica. La fundación de parques nacionales, Stichting Nationale Parken (STINAPA), se fundó en 1962 con el fin de proteger activamente la naturaleza de la isla. En 1969, la STINAPA logró establecer el santuario de anidación de flamencos y el parque nacional de Washington, las primeras reservas naturales de este tipo en el Caribe. En 1979 se añadió al parque la plantación de Slagbaai, que ahora se conoce como parque nacional de Washington Slagbaai (WSNP). El parque nacional Marino de Bonaire (BNMP) también se creó en 1979. El Parque Marino abarca toda la costa de Bonaire, desde la marca de pleamar hasta una profundidad de 200 pies (61 m), e incluye un gran bosque de manglares en Lac Bay. Lac Bay, Klein Bonaire, Pelkermeer, Slagbaai y Gotomeer están reconocidos como humedales de importancia internacional según la Convención de Ramsar.

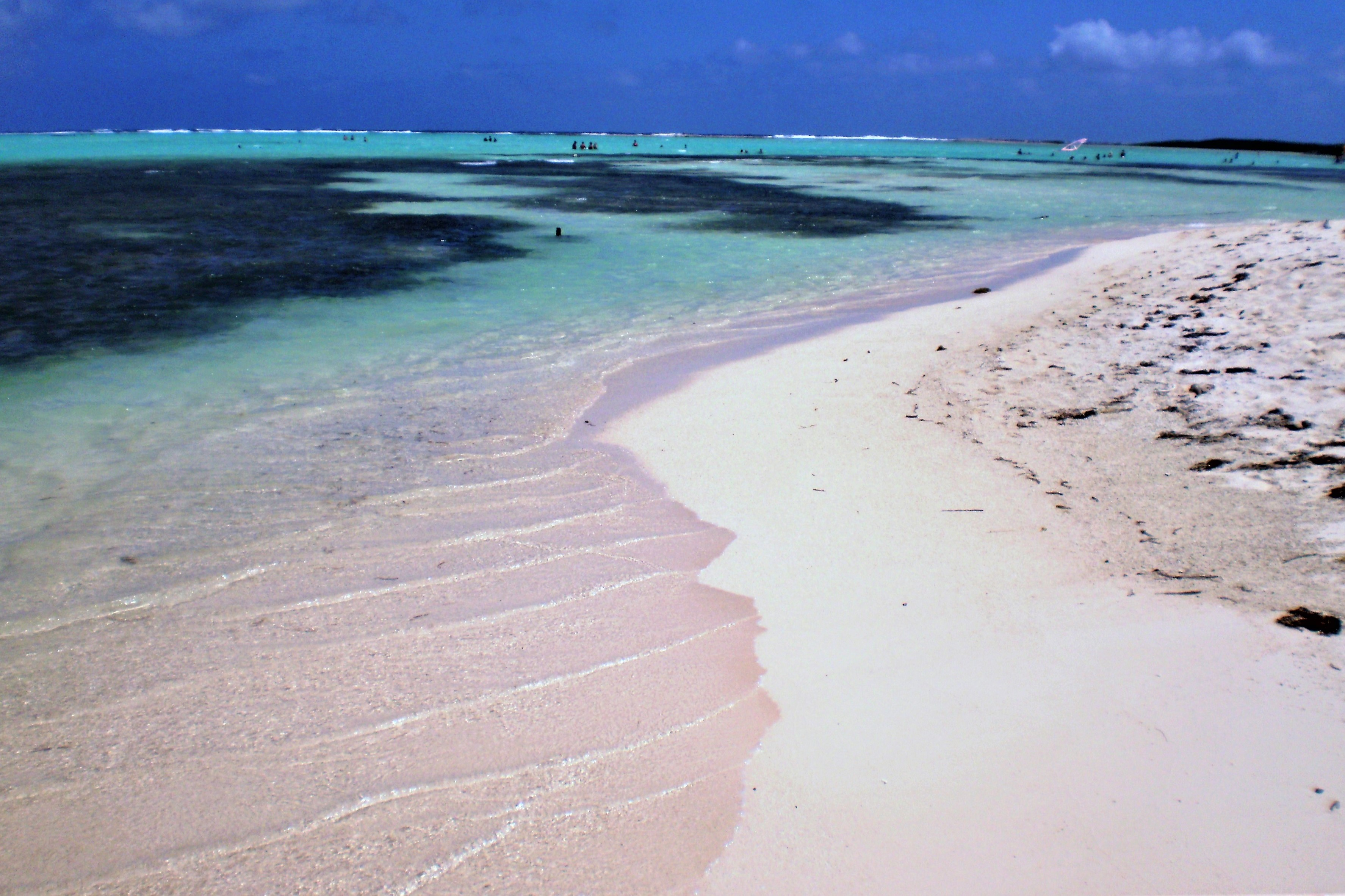
Playa de Sorobon.

Gracias a una asociación entre el sector público y el privado, se están desarrollando programas para fomentar la concienciación y las actitudes locales hacia la conservación y la preservación del hábitat con el fin de proteger de forma proactiva el ecosistema de Bonaire. Una nueva planta de tratamiento de aguas residuales contribuirá a proteger los arrecifes y la calidad del agua del mar. En marzo de 2013, Selibon NV, la planta nacional de procesamiento de basura, abrió un tribunal medioambiental donde el público en general puede llevar vidrio, latas, papel, chatarra, cartón, pilas, aceite de motor, aceite de cocina, productos electrónicos, teléfonos móviles y textiles.
La isla está concienciada con el medio ambiente y protege sus arrecifes de coral, la diversidad de sus ecosistemas acuáticos y la conservación de sus numerosas especies y entornos naturales por encima y por debajo del agua. El gobierno, las empresas y los residentes de la isla se comprometen a reciclar los productos de desecho y a concienciar a los demás de su importancia y sus beneficios. Los buceadores y las tiendas de buceo participan en la recogida de los residuos arrastrados a la costa y los preparan para su reciclaje.
Bonaire obtiene una cantidad significativa de su electricidad de un conjunto de doce generadores eólicos a lo largo de su costa nororiental que comenzó a funcionar en 2010. Esta fuente renovable cubre ahora el 40-45% de las necesidades de electricidad de la isla. Se sigue trabajando en el desarrollo de otras fuentes de energía renovables, como el biodiésel y la energía solar, con el objetivo de depender al 100% de las energías renovables.

### Parque nacional de Washington Slagbaai
Todo el extremo norte de Bonaire es una reserva natural protegida, el parque nacional de Washington Slagbaai. El parque, de 6000 hectáreas, se creó en 1969 como el primer parque natural de las Antillas Neerlandesas. Alberga una gran variedad de hábitats, como las dunas de las boca's (ensenadas) de la costa norte, las salinas, los pos (manantiales) y las zonas de montaña. El parque es rico en aves y otros animales, especialmente lagartos e iguanas. Dentro del parque hay dos zonas reconocidas internacionalmente como humedales importantes según la Convención de Ramsar: la saliña Slagbaai y el lago Gotom. El parque también tiene una gran importancia cultural-histórica, entre otras cosas por las plantaciones y la historia de Slagbaai. A la entrada del parque se encuentra el Museo de Bonaire. Desde la entrada hay varios paseos señalizados. El parque es fácilmente accesible en auto y los ciclistas de montaña también son bienvenidos.

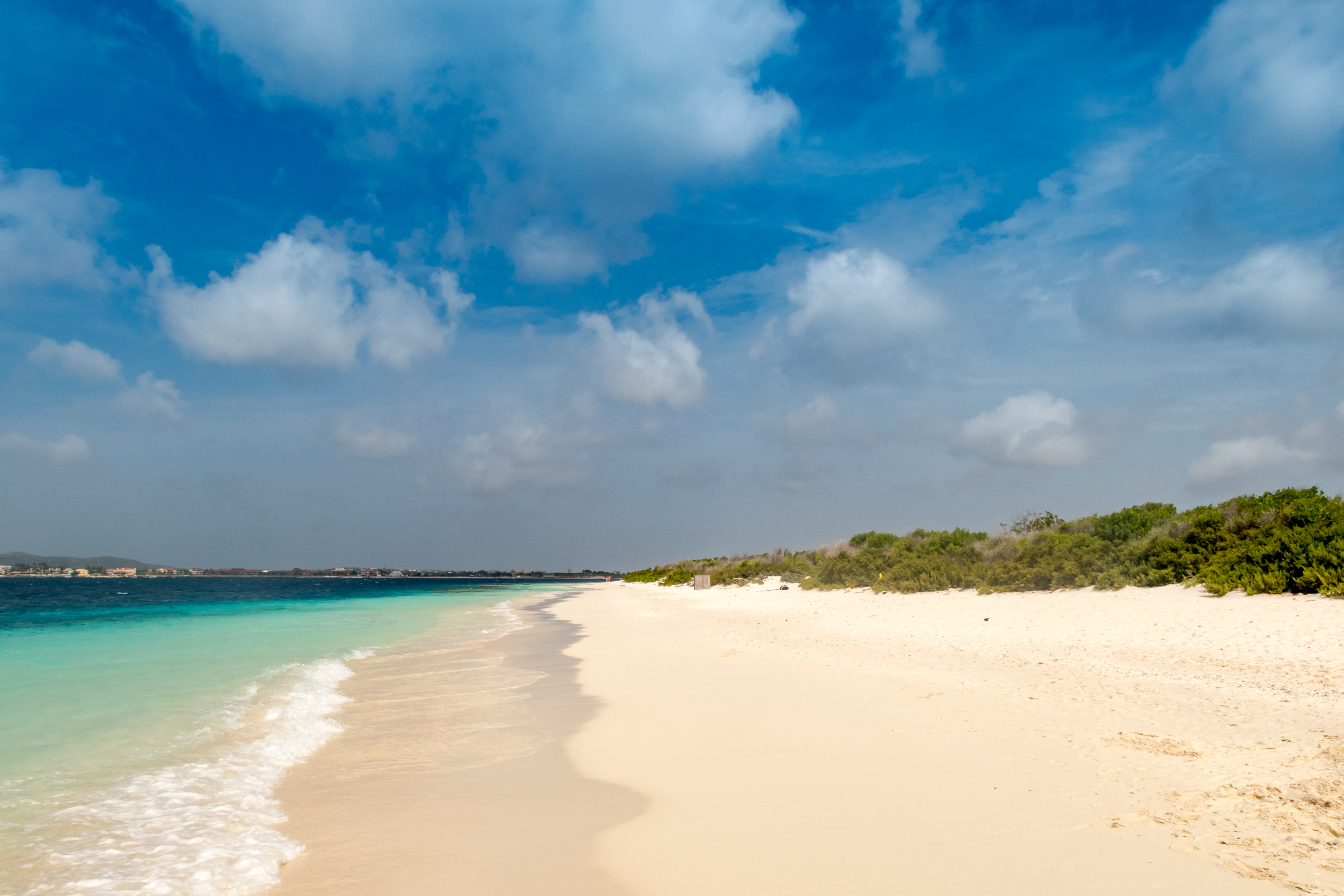
Playa de la Isla de Pequeña Bonaire (Klein Bonaire)

### Parque nacional Marino de Bonaire
El parque nacional Marino de Bonaire es un parque submarino legalmente protegido que rodea toda la isla y Klein Bonaire.
El parque se creó en 1979 con el apoyo del Fondo Mundial para la Naturaleza y otras entidades, y está gestionado por la Fundación de Parques Nacionales de Bonaire (STINAPA Bonaire). Frente a la costa se encuentra la isla de Klein Bonaire. Hay unos sesenta puntos de inmersión. El parque natural es uno de los lugares de buceo más bellos del mundo.

### Klein Bonaire
Frente a la costa de Kralendijk se encuentra la isla de Klein Bonaire. La isla tiene 700 hectáreas, es completamente plana y sólo está cubierta de pequeños arbustos y cactus. En la isla hay al menos 76 especies de plantas y unas 55 de animales. Está rodeada por un arrecife de coral. Las playas del lado norte y oeste son los lugares más importantes de anidación de las tortugas marinas. En la isla también hay varias salinas o lagos salados. Los flamencos rojos se alimentan en ellas; Bonaire tiene una de las mayores poblaciones de flamencos del mundo. Por esta razón y por los prístinos arrecifes de coral y las playas de anidación de tortugas marinas, la isla está protegida como humedal de importancia internacional por la Convención de Ramsar. Con el crecimiento del turismo de buceo en Bonaire, los promotores de proyectos querían construir hoteles en Klein Bonaire. Justo antes del cambio de siglo, la isla fue comprada y salvaguardada por el Territorio Insular de Bonaire con la ayuda de los Países Bajos, el Fondo Mundial para la Naturaleza y otros conservacionistas. Desde 2001, Klein Bonaire es una reserva natural legalmente protegida. La isla es accesible en barco para buceadores, buceadores de superficie y excursionistas de un día.

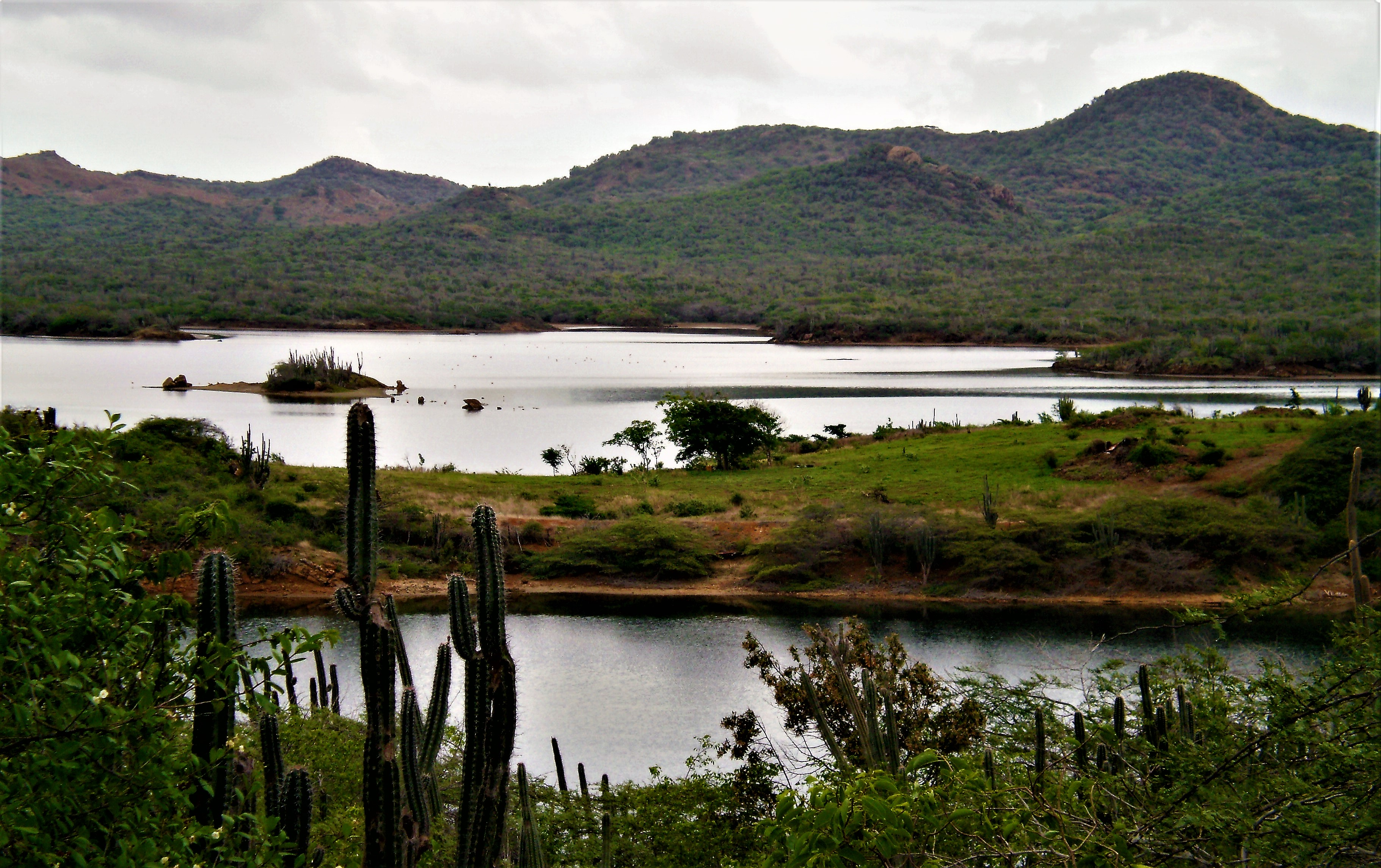
Lago de Goto

### Lac
El Lac (lago) es una hermosa laguna poco profunda en el sureste de Bonaire. La superficie de 700 hectáreas está rodeada de manglares. El lago forma parte del parque submarino protegido y ha sido designado zona acuática de importancia internacional en virtud del Convenio de Ramsar. La bahía es única por la presencia de pastos marinos y manglares. Una parte de los manglares está prácticamente inalterada debido a su limitada accesibilidad, por lo que es importante como zona de descanso para las especies de aves. Lac es una importante zona de descanso y anidación para muchas aves e invertebrados marinos, entre ellos la caracola reina o Karkó. Este marisco solía encontrarse en grandes cantidades aquí, pero la sobrepesca ha erradicado en gran medida la población. La zona tiene una función de criadero de peces de arrecife y es la zona de alimentación de la tortuga verde.

### Pekelmeer
El lago de Pekel y la reserva de flamencos (800 hectáreas) forman parte de la gran zona acuática del suroeste de la isla. Todavía se extrae sal de esta zona. También es la zona de alimentación y vida más importante para el flamenco. Una hermosa combinación de economía y ecología. Dependiendo de la temporada, se pueden encontrar entre 2000 y 7000 flamencos en esta zona. La reserva de flamencos es el lugar de cría más importante del Caribe Sur. La población total que migra entre Bonaire y Sudamérica se estima en 20.000 individuos. El flamenco plantea exigencias especiales a su entorno (calidad del agua, tranquilidad) y es muy sensible a las perturbaciones. El Pekelmeer y la reserva de flamencos han sido designados como zona de aguas de importancia internacional según el Convenio de Ramsar. Bonaire seguirá protegiendo activamente al flamenco, símbolo de la isla. Los pájaros reciben espacio y descanso.

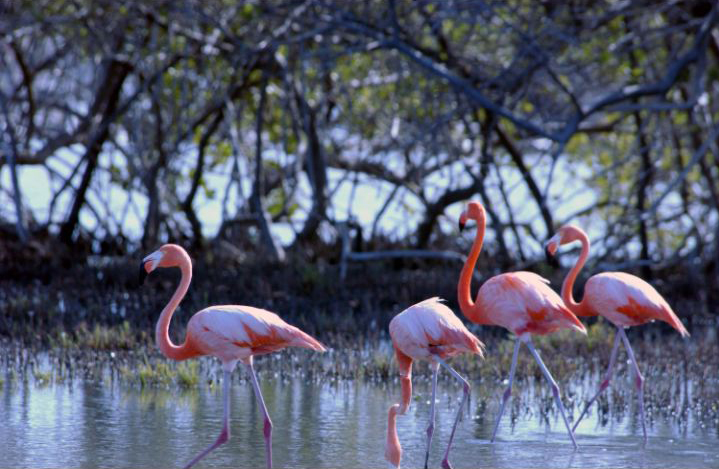
Santuario de Flamencos cerca de Pekelmeer

### Salinas y cuevas
Las salinas (Saliñas) son lagos salados o ensenadas que están cerradas al mar por un dique de coral muerto. Tienen una función importante porque aseguran la recogida y filtración del agua (de lluvia). Así se evita que los nutrientes y las partículas de tierra lleguen al arrecife y causen daños a los corales. Esta función es especialmente crucial durante las lluvias intensas. Las salinas son también una importante zona de alimentación para muchas aves acuáticas. Slagbaai, Gotomeer, Pekelmeer y las salinas de Klein Bonaire son zonas acuáticas de importancia internacional en el contexto de la Convención de Ramsar.
Bonaire tiene muchas decenas de cuevas. Como manifestación geológica dan una imagen de la historia más antigua de la isla. En varios lugares las cuevas tienen dibujos rupestres realizados por los habitantes originales de Bonaire. En algunas cuevas viven murciélagos o el camarón ciego Typhlatia. Los murciélagos cumplen una función útil en el ecosistema: atrapan un gran número de insectos (incluidos los mosquitos) o proporcionan la polinización de las flores, incluidas las de los cactus. La mayor amenaza para los murciélagos es la destrucción o alteración de sus dormideros.

### Geología
Bonaire se encuentra en la Placa del Caribe, una placa tectónica delimitada por otras cuatro placas tectónicas: la Placa Norteamericana, la Placa de Cocos, la Placa de Nazca y la Placa Sudamericana. Bonaire como isla se formó en el Terciario, cuando el límite de la placa del Caribe (el arco volcánico que formó las islas del Caribe al este) se desplazó hacia el este.
Las rocas que se encuentran en Bonaire son de origen sedimentario y volcánico.
El subsuelo de Bonaire está formado por sedimentos levantados tectónicamente desde el Cretácico, hace unos 100-90 millones de años (Ma). Bonaire como isla se formó en el Cretácico tardío y el Terciario temprano (70-60 Ma), cuando el límite de la placa del Caribe (el arco volcánico que formó las islas del Caribe al este de la región) se desplazó hacia el este. La subducción y los procesos de obducción asociados levantaron partes de la placa con los puntos más altos cada vez menos profundos en el mar o por encima de la superficie del agua.

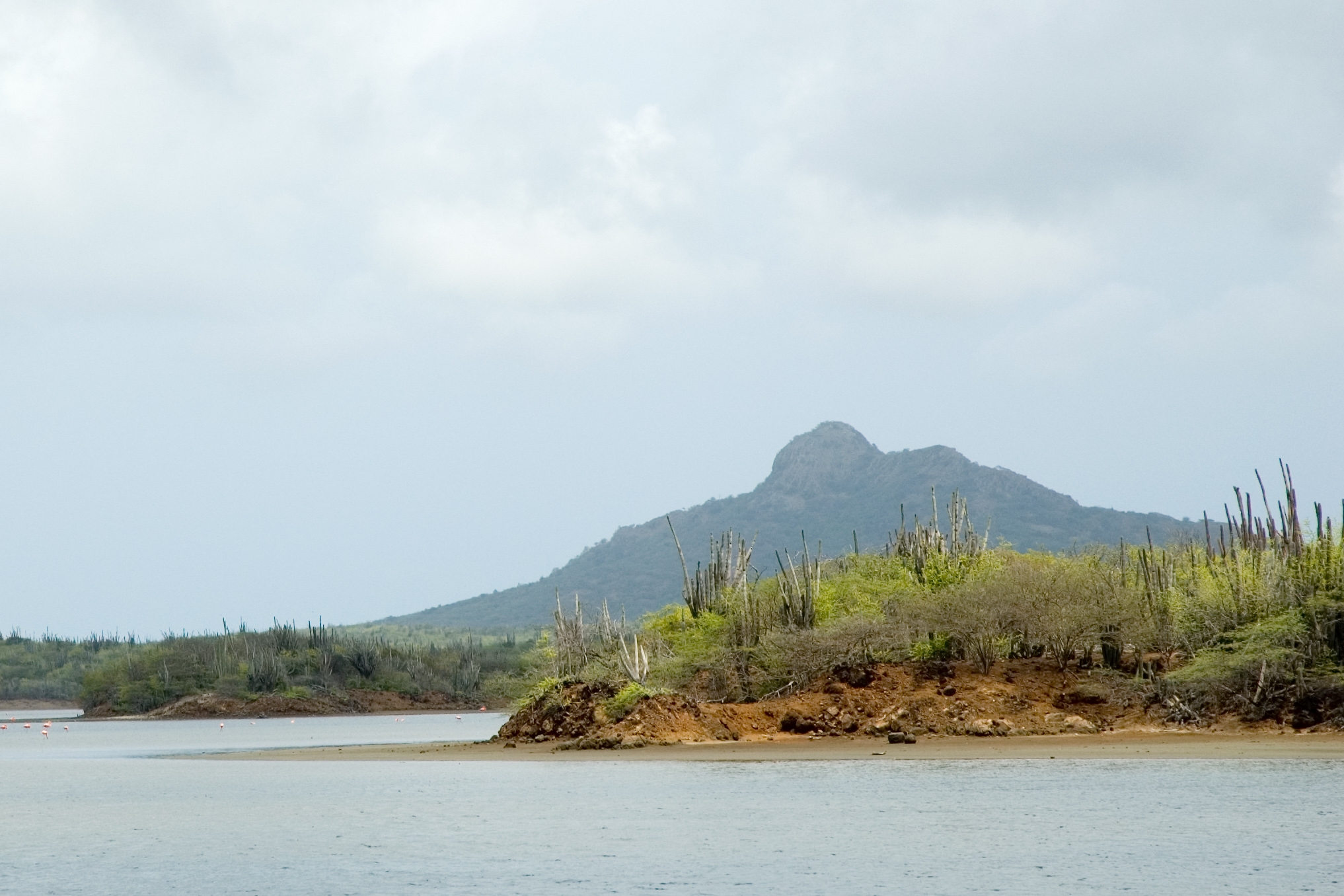
Montañas cerca del Gotomeer, Bonaire

Las rocas sedimentarias datan del Cretácico (hace ~90-100 millones de años (Ma) y del Mioceno (~5 Ma). Las rocas sedimentarias cretácicas son laminadas y alabeadas. Estas rocas se depositaron sobre rocas volcánicas más antiguas, presumiblemente formadas por volcanes submarinos en forma de lavas almohadilladas y tobas. Los picos más altos de la isla, Brandaris (241 metros) y Ceru'i Mangel (149 metros), están formados por esta sucesión de rocas.
Las rocas mucho más jóvenes del Mioceno son principalmente calizas formadas en el Caribe tropical. Las calizas de color blanco cremoso son antiguos arrecifes que se formaron en la actual Bonaire y sus alrededores. Las calizas del arrecife contienen corales y algas rojas. La deposición de calizas en la superficie terrestre actual de Bonaire continuó hasta hace unos 110.000 años, cuando el nivel del mar era unos 15 metros más alto que el actual.
Desde el Pleistoceno, Bonaire tiene más o menos su forma actual y se forman nuevas rocas principalmente alrededor de la isla; los numerosos arrecifes forman las futuras rocas de la isla. Los procesos en la superficie de Bonaire son principalmente la erosión, la formación de karst y las fluctuaciones del nivel del mar. En los glaciares del Pleistoceno tardío, el nivel del mar era más bajo que el actual. Esto permitió que los ríos de Bonaire erosionaran la roca y formaran valles. Estos valles están ahora por debajo del nivel del mar y fueron rellenados posteriormente con nuevos corales y bris de coral en algunos lugares. La bahía de Goto y Slagbaai se formaron así.
Los cambios en el nivel del mar también formaron las salinas en Bonaire. Estos lagos salados se explotan comercialmente para obtener sal.

### Oceanografía
Bonaire está situada cerca del lugar donde el agua del Atlántico desemboca en la cuenca del Caribe a través de la cadena de islas de sotavento. Bonaire se encuentra a la cola del flujo de agua superficial procedente de la dirección de San Vicente y las Granadinas y de las corrientes impulsadas por el viento procedentes de los Archipiélagos venezolanos Los Roques y Las Aves. Cuando las corrientes superficiales llegan a Bonaire en la costa de barlovento, cerca de Spelonk, se desvían hacia el norte y el sur. Hay remolinos pronunciados al sur de la isla, alrededor de Willemstoren, al norte de la isla, alrededor de Malmok y Boca Bartol y justo al norte de BOPEC. Las corrientes son imprevisibles pero leves, y rara vez superan los 0,5 m s-1.

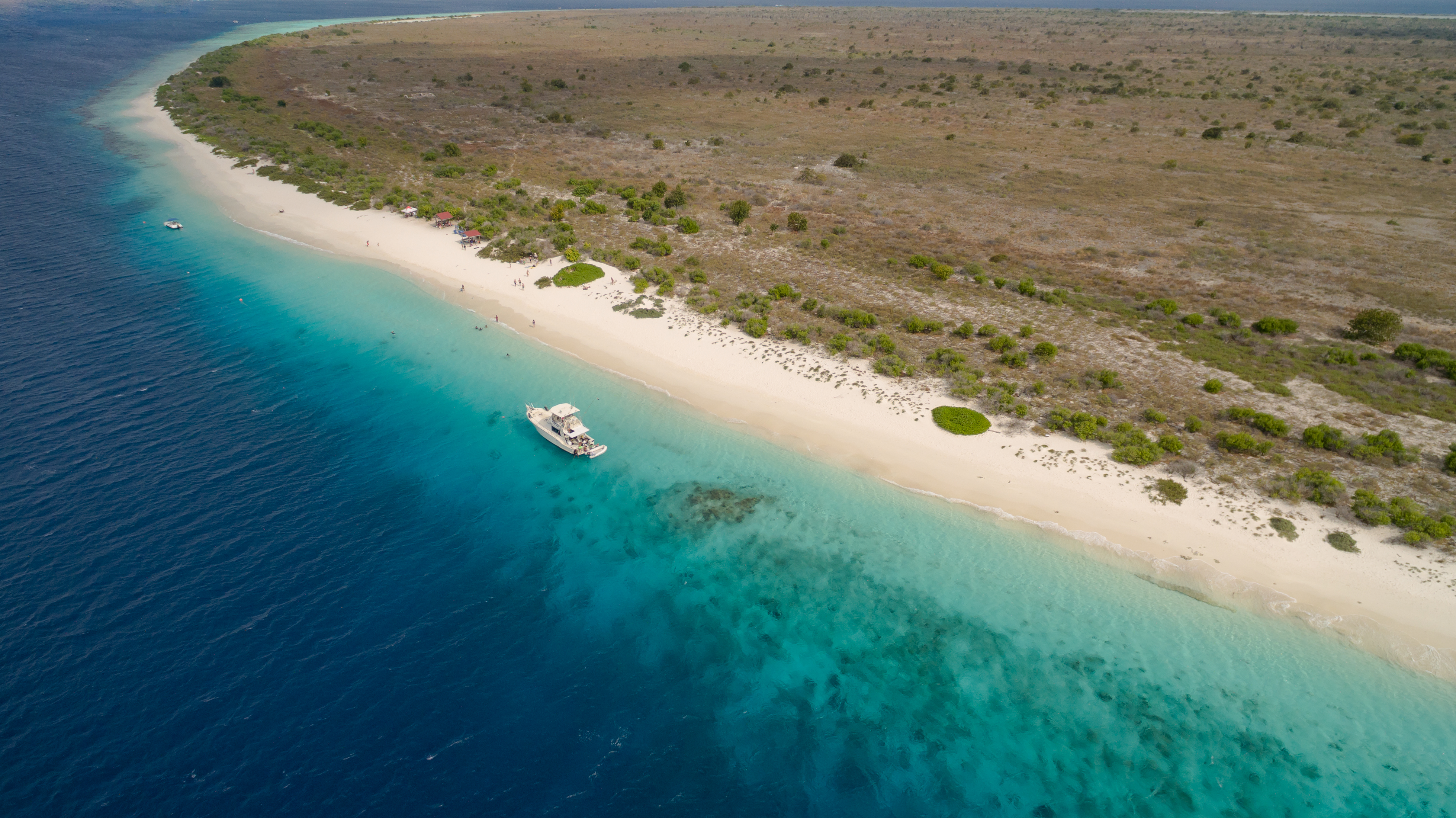
Costa de Bonaire

El movimiento de la corriente predominante es hacia el norte a lo largo de la costa de sotavento, pero este patrón se complica por los remolinos locales y el afloramiento. Las condiciones del agua son estables, con una salinidad constante de 34-36 ppt y una temperatura media anual del agua que oscila entre 26 °C y 28 °C (De Meyer, 1998a). Se cree que la velocidad y la dirección de las corrientes de aguas profundas afectan al contenido de nutrientes y a la temperatura de las aguas superficiales.
Las mareas son diurnas y el rango máximo anual de mareas es de aproximadamente 1 m, con un rango medio de 0,30 m durante un ciclo lunar. Las mareas altas depositan detritus en la zapata de barlovento, que marca la línea de marea viva. El lac (lago) es anómalo ya que tiene un patrón de marea semidiurno.
Con dos mareas altas y dos bajas diarias. Las mareas vivas provocan largos periodos (de tres a cuatro semanas) de aguas muy bajas en las zonas de manglares de la parte posterior de la zona, lo que hace que se sequen extensas zonas de manglares en Awa di Lodo y los canales de alimentación alrededor de Boci Coco, y esto provoca que las salinidades en las zonas restantes de agua estancada superen los 100 ppt.
Una de las características más llamativas de Bonaire es su batimetría. En virtud de su ubicación en el borde de un límite de placa, Bonaire está separada del subcontinente de América del Sur (del que se encuentra muy cerca) por una fosa de aguas profundas. Hay una caída muy rápida desde la línea de costa y los arrecifes circundantes, el agua entre la isla principal de Bonaire y la isla satélite de Klein Bonaire, que está a sólo 750 metros de profundidad. Bonaire, que se encuentra a sólo 750 m de la costa.

## Localidades
Las dos localidades de la isla son Kralendijk (la capital) y Rincón.

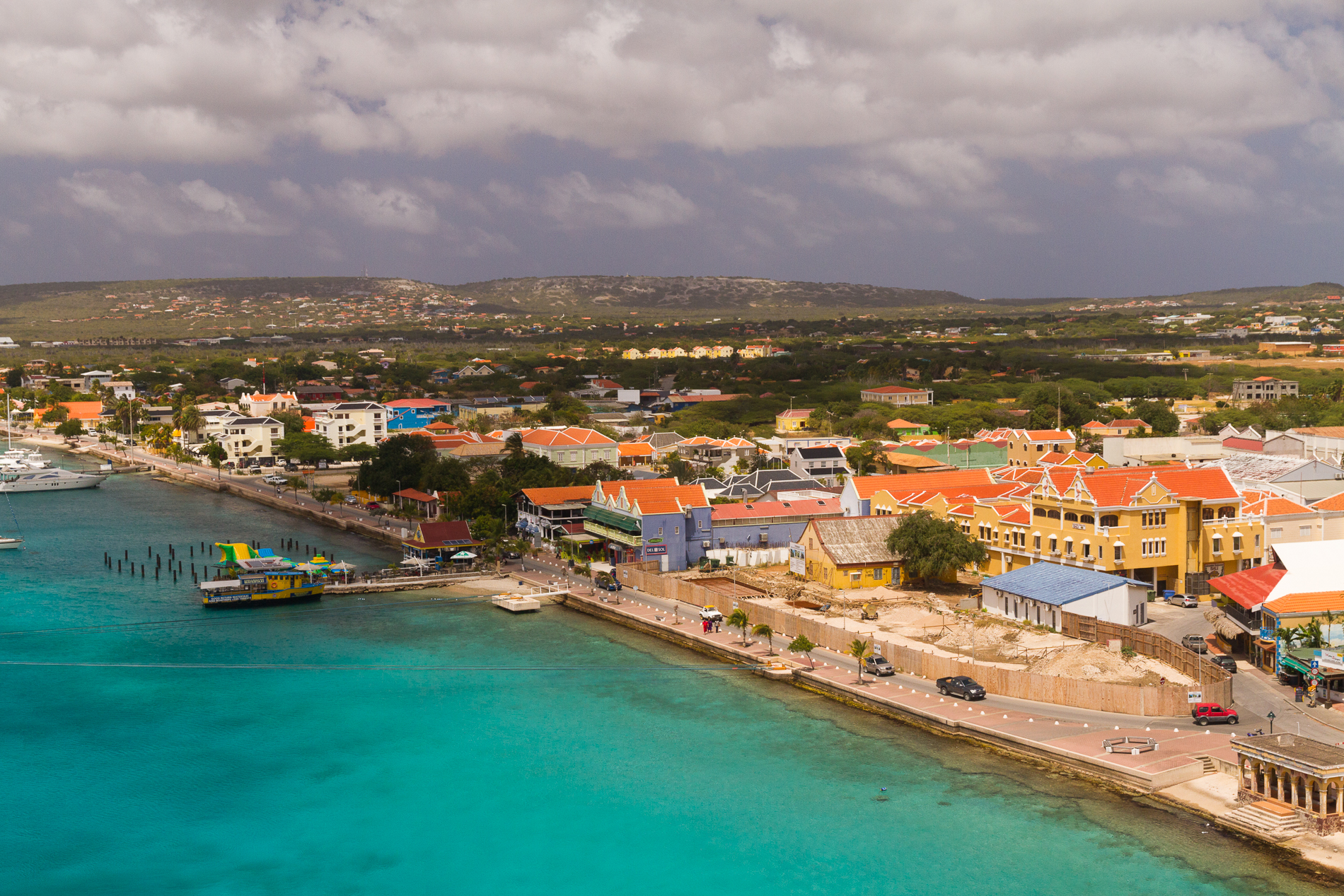
Las localidades de Bonaire se concentran en la costa

Kralendijk tiene muchos suburbios o barrios, aunque en una isla con una población tan pequeña la distinción no siempre es clara. Entre ellos se incluyen:
- Antriol
- Belnem
- Bona Bista
- Hato
- Lima
- Noord Salina
- Nikiboko
- Republiek
- Sabadeco
- Sabana
- Santa Barbara
- Tera Cora

Y otros más pequeños:
- Fontein
- Lagoen
- Sorobon
- Spelonk
- Wanapa

Labra, Ishiri, Kokorobi, Jan Doran, Vlijt, Rigot, Porto Spano y Kunchi fueron otros pequeños asentamientos situados en el parque nacional pero que luego fueron abandonados.

## Economía

### Turismo

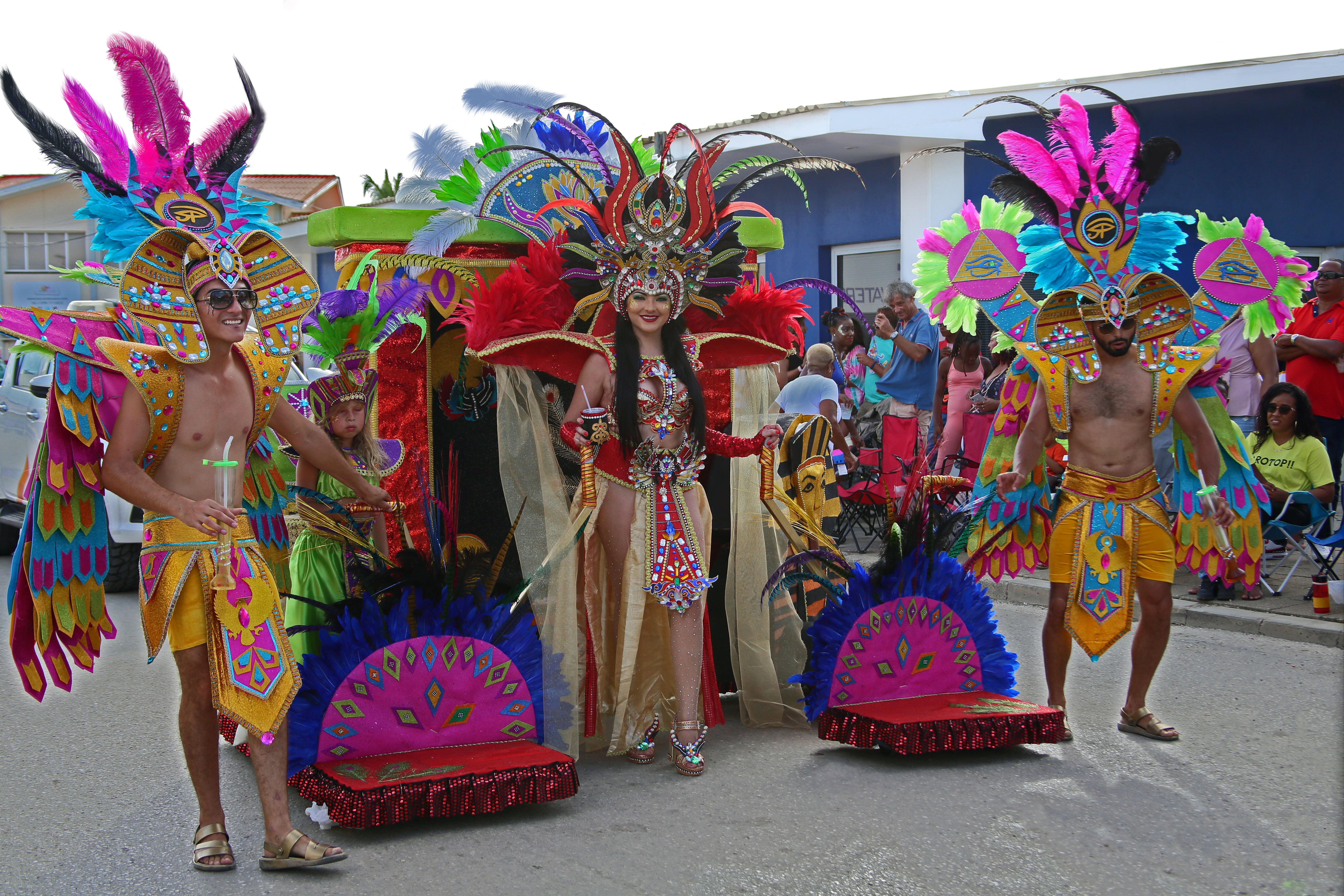
Carnaval de Bonaire de 2020

La economía de Bonaire se basa principalmente en el turismo, aprovechando su clima cálido y seco y su entorno natural. La isla se dirige a los submarinistas y a los buceadores, ya que los arrecifes de coral que la rodean están bien conservados y son fácilmente accesibles desde la costa. Bonaire lleva muchos años siendo reconocida por la comunidad de submarinistas como uno de los mejores destinos de buceo en tierra del mundo.
El Parque Marino de Bonaire ofrece un total de 86 puntos de inmersión con nombre y alberga más de 57 especies de coral blando y pétreo y más de 350 especies de peces registradas. La mayoría de los complejos turísticos y hoteles tienen una tienda de buceo en el lugar, y otros alojamientos están afiliados a una operación de buceo. Las matrículas llevan el logotipo Diver's Paradise (en inglés).
La bahía de Lac, en la parte sureste de la isla, atrae a Bonaire a surfistas de viento de todo el mundo. La bahía, poco profunda, está en el lado de barlovento de la isla, por lo que los vientos alisios son fuertes y constantes. Una barrera de coral que atraviesa la boca de la bahía permite a los windsurfistas de todos los niveles seleccionar las condiciones de las olas que les gustan. Lac Bay es una de las paradas de la Copa del Mundo de Windsurfing Freestyle de la PWA y ha acogido el Campeonato Prokids IFCA. Cinco de los diez windsurfistas de estilo libre mejor clasificados de la PWA son de Bonaire: Kiri Thode, Amado Vrieswijk, Bjorn Saragoza, Tonky Frans y Taty Frans. En el extremo norte de la bahía de Lac se encuentra uno de los bosques de manglares mejor conservados del Caribe, muy popular para practicar kayak y snorkel.
Bonaire es también un puerto de escala para más de quince líneas de cruceros que hacen más de ochenta escalas por temporada en la isla. La capacidad total de pasajeros de los cruceros en Bonaire es de unos 185.000.

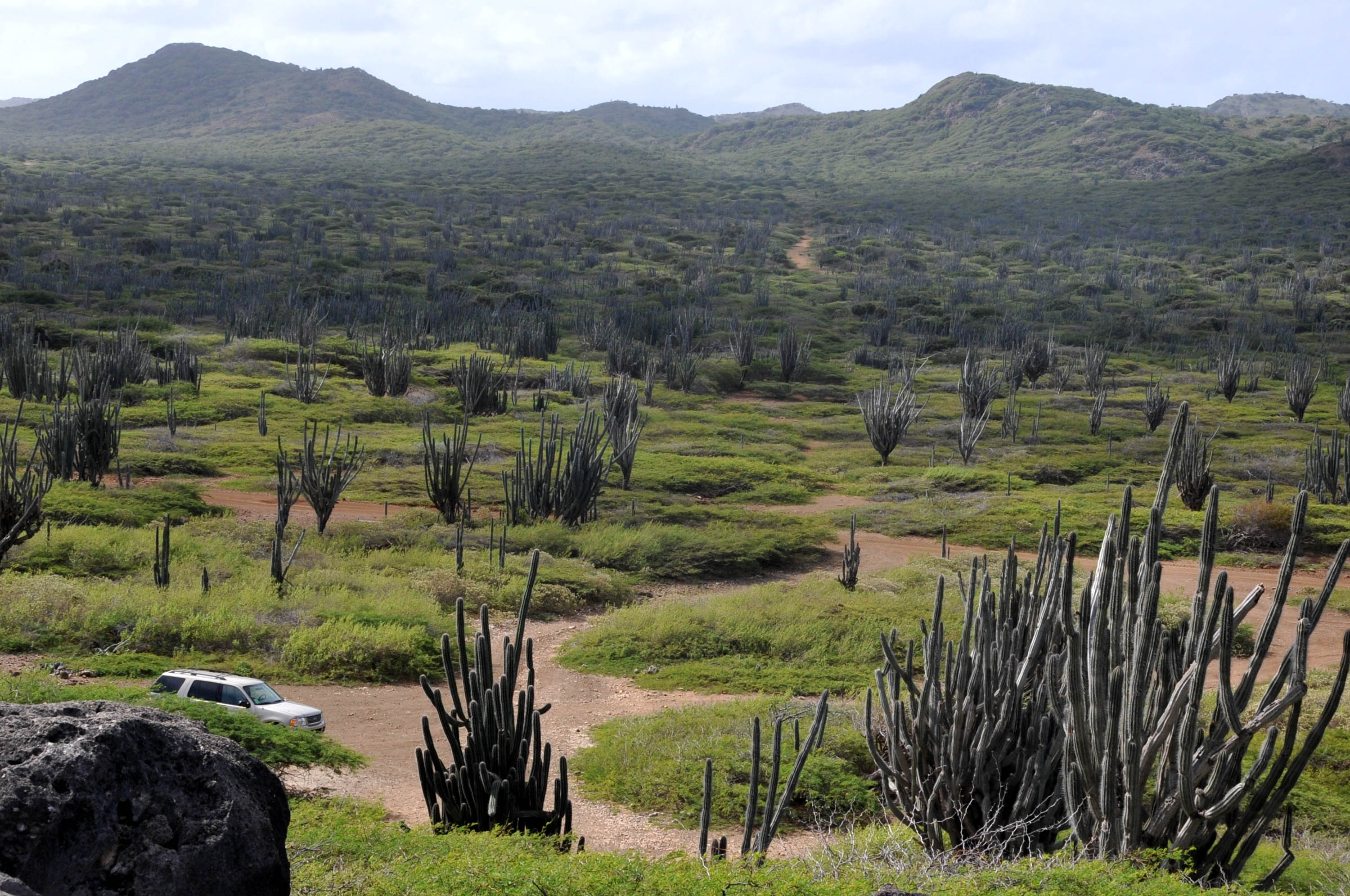
Parque nacional Washington Slagbaai

La infraestructura turística de Bonaire es contemporánea y ofrece diversos tipos de alojamiento, como hoteles, complejos turísticos con todos los servicios, algunos pequeños bed and breakfasts y alquileres vacacionales de todo tipo. Otras actividades turísticas son el kiteboarding, el windsurf, el ciclismo de montaña, el senderismo, la navegación, la pesca deportiva, los paseos en barco y la observación de aves. Se calcula que el gasto total de los turistas en Bonaire es de 125 millones de dólares al año.

### Moneda
En 2011, las Islas BES sustituyeron su moneda, el florín antillano neerlandés (ISO 4217: ANG, símbolo: ƒ), por el dólar estadounidense en lugar de sustituirlo por el euro que se utiliza en los Países Bajos europeos. La decisión se basó principalmente en las necesidades del turismo y el comercio. La mayoría de los países y territorios del Caribe utilizan el dólar como moneda o tienen una moneda vinculada al dólar como moneda de curso legal. El florín estuvo vinculado al dólar estadounidense durante décadas, con un tipo de cambio de 1,79 ƒ = 1,00 USD. La adopción del dólar puso fin al sistema de pago en dos monedas y a las comisiones por cambio de divisas. El florín siguió utilizándose en Curazao y Sint Maarten.

### Impuestos
Los regímenes fiscales separados de Bonaire, San Eustaquio y Saba presentan un mayor riesgo de doble imposición o doble exención de impuestos. En un esfuerzo por eliminar el riesgo, se introdujeron dos planes. Un plan evita la doble imposición entre los Países Bajos (Europa) y las Islas BES, mientras que el otro evita la doble imposición entre las Islas BES y terceros países. El nuevo régimen generará unos ingresos fiscales anuales estimados en 52 millones de dólares, lo que equivale a los ingresos fiscales actuales de las tres islas. La población combinada de las tres islas es de aproximadamente 20.000 habitantes, de los cuales la mitad son contribuyentes de renta.

### Producción de sal
Aprovechando la geografía naturalmente baja y el diseño tradicional de los diques holandeses, gran parte de la mitad sur de Bonaire se ha convertido en un gigantesco sistema de estanques y piscinas que evaporan el agua del mar para producir sal. La salina solar de Bonaire, operada actualmente por Cargill, produce 400.000 toneladas de sal industrial al año. Una vez recogida, la sal se lava y se almacena en pilas piramidales de unos 15 metros de altura, cada una de las cuales contiene aproximadamente 10 000 toneladas métricas de sal con una pureza del 99,6%. Las instalaciones de sal cuentan con su propio muelle, donde se cargan los barcos con sal destinada a los mercados de Norteamérica, Europa y el Pacífico Occidental. La sal de Bonaire se utiliza principalmente en funciones industriales.

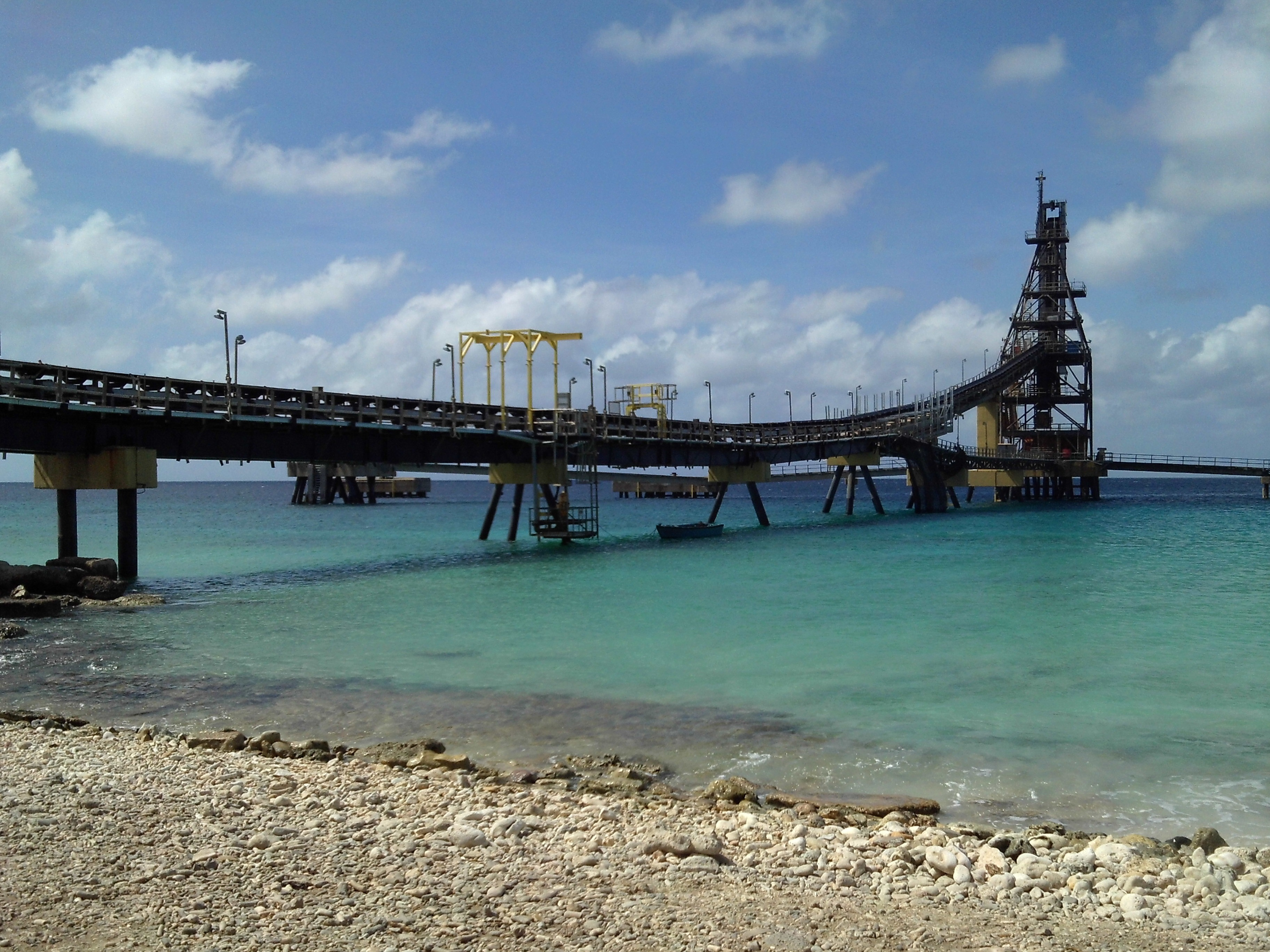
Muelle para el transporte de sal en Bonaire

Los grandes estanques de condensación que rodean las cuencas cristalizadoras, llamados Pekelmeer, son un hábitat natural para numerosas especies de gambas de salmuera que, a su vez, alimentan a bandadas de cientos de flamencos rosas y otras aves migratorias. Aquí se encuentra el santuario de flamencos de Bonaire.

### Almacenamiento y transporte de petróleo
La Bonaire Petroleum Corporation (BOPEC) es una terminal de almacenamiento y transbordo de fuel en Bonaire. BOPEC es propiedad al cien por cien de la compañía petrolera venezolana PDVSA, y funciona principalmente como instalación de almacenamiento para múltiples grados de aceites refinados y no refinados procedentes de Venezuela y de las refinerías de Curazao y Aruba. BOPEC también tiene capacidad para mezclar y combinar sus combustibles almacenados. El muelle número 1 de BOPEC puede recibir buques cisterna de hasta 500.000DWT, lo que significa que sólo hay siete buques en el mundo que son demasiado grandes para la terminal de BOPEC. Se cree que un incendio en la terminal de BOPEC en 2010 tuvo un impacto significativo en el lago Goto y al menos en otra laguna cercana.

### Plantaciones y casas de plantación
En 1868 y 1870, una gran parte de las tierras del gobierno fueron subastadas y vendidas. Se trata de cinco lotes para la silvicultura y la ganadería y nueve lotes para la explotación de la sal. Los compradores de esos grandes lotes eran principalmente personas ricas de Curazao, comerciantes de éxito, que no tenían intención de vivir en sus plantaciones. No hay ninguna plantación real en Bonaire. El clima y las condiciones del suelo de Bonaire no son muy favorables para el cultivo de frutas y verduras de cualquier tamaño. Sólo la extracción de sal es económicamente atractiva. Además, en algunas "plantaciones" se realizaba el cultivo de áloe (última exportación en 1973), el cultivo de maíz (debido a la sequía no había suficiente cosecha todos los años), la quema de carbón vegetal y la cría de ganado (principalmente de cabras, exportada por última vez en 1970).
A principios del siglo XX, la clase media de Bonaire también pudo comprar tierras de plantación. En Curaçao, la casa de la tierra servía como casa principal de una plantación, donde vivía el propietario. En las inmediaciones había dependencias, graneros, establos y corrales. A su alrededor estaban las viviendas de los esclavos. En Bonaire, las casas de las plantaciones se convirtieron en las casas de campo de los propietarios, donde se alojaban durante los fines de semana. A menudo, durante la semana había un supervisor (vito) que supervisaba el trabajo en la plantación.

### Agricultura y pesca

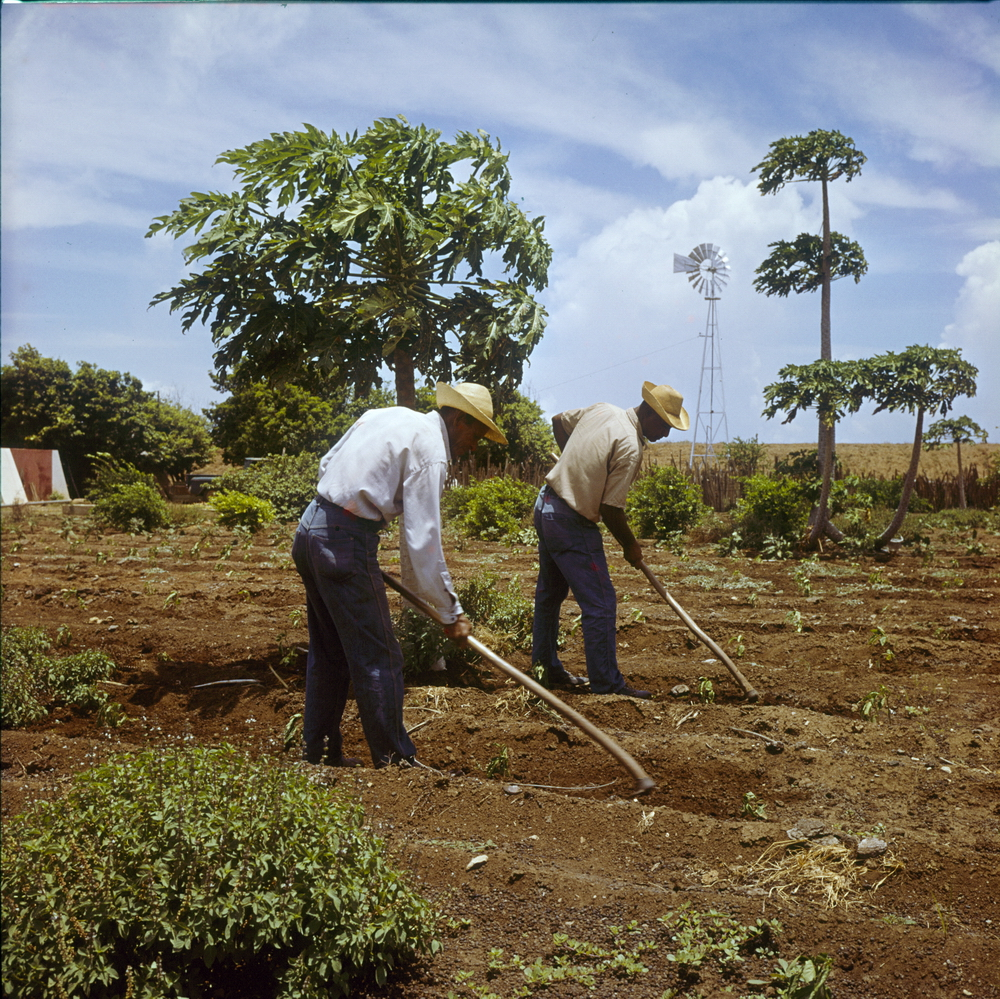
Trabajadores agrícolas en un cultivo de hortalizas en Bonaire en 1964

El clima y la geografía de la isla no ofrecen un buen entorno para la mayoría de los tipos de agricultura comercial. De la superficie total de la isla, 28.100 ha, sólo 2.800 ha (10%) son aptas para la agricultura de secano y otras 400 ha son aptas para la agricultura de regadío.. Asimismo, sólo 195 ha son aptas para el pastoreo. La producción y exportación de arroz solía ser una parte importante de la agricultura de Bonaire. La producción y exportación de aloe sigue proporcionando parte de sus ingresos a los agricultores. En la isla hay un número de pescadores que practican la pesca artesanal y un pequeño número que pesca comercialmente.
La única empresa de acuicultura de Bonaire, "Seahatch Bonaire", que se compró a la Fundación Marcultura en 1999 para que sirviera de instalación de reserva o de cuarentena para las crías de camarones, emplea a un pequeño número de personas.
Alberga dos especies diferentes de gambas que han sido domesticadas durante más de 15 años en un ciclo de producción cerrado. Los camarones reproductores se suministran desde Bonaire para diferentes instalaciones de maduración en Aruba o en Venezuela. La población reproductora La población reproductora está aislada en caso de que se produzca un brote viral en Venezuela. La instalación también tiene capacidad para producir entre 60 y 80 millones de camarones postlarvas en un ciclo de 21 días. Cada ciclo de producción suele ir seguido de un periodo de secado o desinfección de 10 días. No se utilizan antibióticos en ninguna de las instalaciones de Seahatches y en Bonaire toda el agua efluente pasa a las salinas de la empresa Cargill Salt Production Company. La carga de efluentes que llega a las salinas es muy pequeña y suele La carga de efluentes que llega a las salinas es muy pequeña y normalmente se evapora antes de llegar al sistema de canales de Cargill; de hecho, Cargill cree que cualquier ligero aumento de la carga biológica ayudaría al proceso de cristalización de la sal.

## Política y gobierno
Antes del referéndum de 2010, las Antillas Neerlandesas (que comprendían las islas de Curazao, Bonaire, San Eustaquio, San Martín y Saba) se gobernaban como una democracia parlamentaria basada en el sistema de gobierno neerlandés con elecciones libres celebradas cada cuatro años. Las disensiones sobre su futuro político hicieron que cuatro de las cinco islas abogaran por la separación de las Antillas Neerlandesas. Algunos de los residentes de las islas querían la autonomía, mientras que otros deseaban una mayor integración.

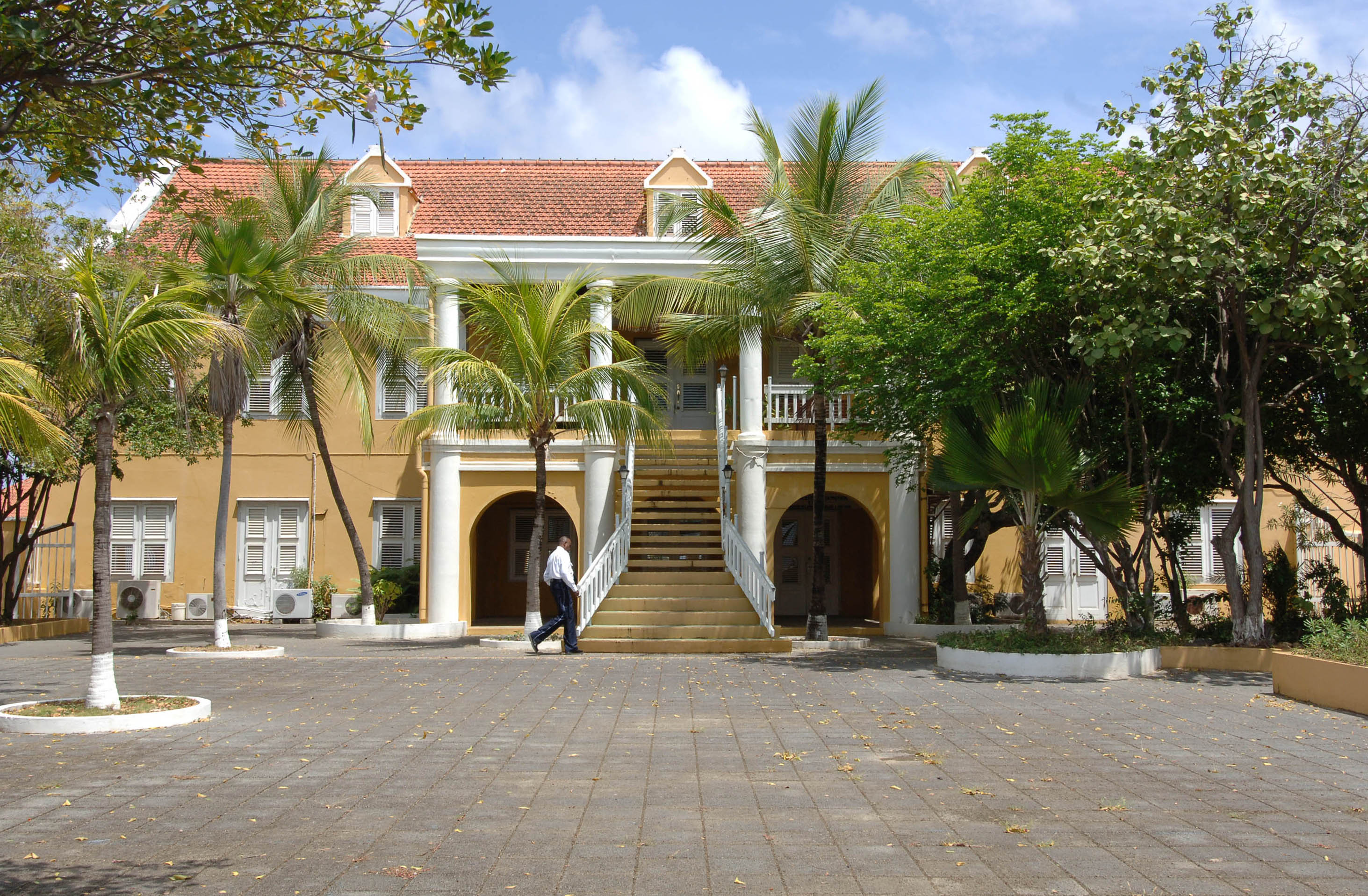
Sede del Gobierno y Parlamento local

En 2005, los gobiernos de los Países Bajos, Aruba y las Antillas Neerlandesas celebraron una conferencia para debatir la futura reforma constitucional y la disolución de las Antillas Neerlandesas. En 2006, San Martín y Curazao optaron por la autonomía, y Bonaire, San Eustaquio y Saba por una relación más estrecha con los Países Bajos. El referéndum constitucional y el desmantelamiento de las Antillas Neerlandesas estaba previsto para 2010.
El anunciado referéndum de Bonaire, previsto para el 26 de marzo de 2010, se canceló en febrero de 2010. El Gobernador de las Antillas Neerlandesas, Frits Goedgedrag, decidió cancelarlo porque según el probablemente contravenía el derecho internacional, ya que parte de la población no podía votar. Los holandeses europeos sólo podían votar si habían llegado a la isla antes del 1 de enero de 2007. El referéndum se pospuso a septiembre y luego a octubre de 2010. Finalmente, el referéndum se celebró el 17 de diciembre de 2010, con un 84% de votos a favor de formar parte de los Países Bajos. Sin embargo, como el 35% de la votación no alcanzó el 51% requerido, los resultados del referéndum fueron declarados inválidos.

### Institución Judicial y Centro Penitenciario
La Institución Judicial (JI) del Caribe Neerlandés, con sede en Bonaire, se encuentra en Kralendijk. Desde el 10 de octubre de 2010, el centro está bajo la responsabilidad del Departamento de Instituciones Judiciales (DJI), el organismo del Ministerio de Justicia y Seguridad de los Países Bajos para la ejecución de las sentencias y medidas privativas de libertad. La sede de Bonaire es a la vez una Casa de Detención y una Institución Judicial. Desde el 6 de diciembre de 2010 hay capacidad para 76 hombres, mujeres y menores. El nombre en papiamento es Institushon Hudisial Karibe Hulandes, sitio Boneiru.

## Demografía

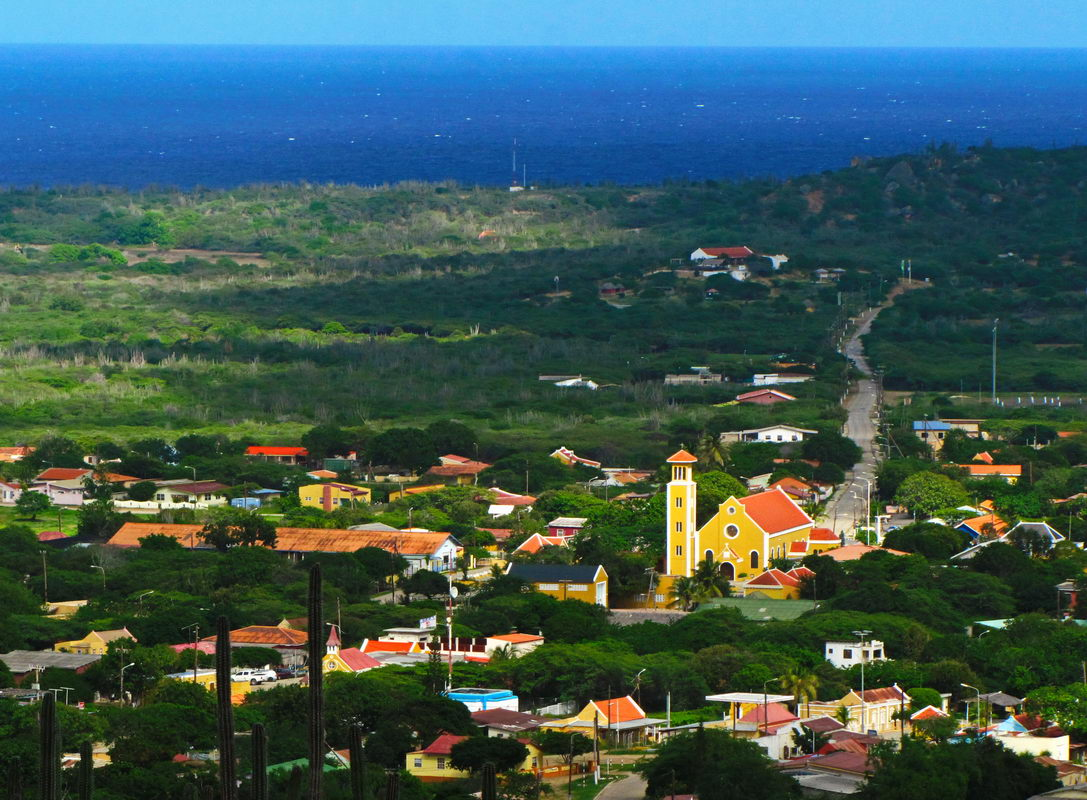
Vista de la localidad de Rincón en Bonaire

Su población está estimada, para el año 2015, en unos 18 905 habitantes. La mayor parte de sus habitantes son mulatos, producto del mestizaje entre europeos y africanos. Sin embargo, una importante parte de su población tiene variados orígenes, entre los que se destacan los Países Bajos, República Dominicana, Venezuela, Colombia, Surinam y los Estados Unidos, entre otros.
Según la CBS, en 2022, había casi 23.000 personas viviendo en Bonaire1. Este rápido crecimiento se debe a que Bonaire es cada vez más popular, entre turistas y pobladores y personas del continente. Holandeses, suramericanos y de los Estados Unidos se trasladan cada vez más a la isla. Cuando se conduce por Bonaire, esto se nota inmediatamente. En
Hay muchas obras y las carreteras están llenas de gente.

### Localidades
La estrella de la bandera de Bonaire tiene seis puntas, que representan los seis asentamientos originales. Por el crecimiento de la población y la expansión de los edificios, cinco de ellos han crecido juntos a la capital Kralendijk. Sólo Rincón, el núcleo más antiguo de la isla, situado en la mitad norte, siguió siendo un pueblo independiente. Además de estos núcleos, a lo largo de los años se han añadido una serie de nuevos distritos. Detrás de Kralendijk, contra la colina, se encuentran los distritos Republiek y Santa Bárbara. Detrás de Santa Bárbara, en la costa, se encuentra el nuevo y lujoso barrio de Sabadeco (Corporación de Desarrollo de Santa Bárbara). Más allá del aeropuerto, en dirección a las salinas, se encuentra el barrio de Belnem, que lleva el nombre de Harry Belafonte. La población se distribuye en las antiguas ciudades y distritos de la siguiente manera:
- Kralendijk con un total de 12.531 habitantes
- Playa (centro de Kralendijk) con 1.963 habitantes
- Tera Kora con 1.610 habitantesIglesia católica de San Luis Beltrán (Kralendijk)
- Nikiboko con 2.633 habitantes
- Antriol con 3.947 habitantes

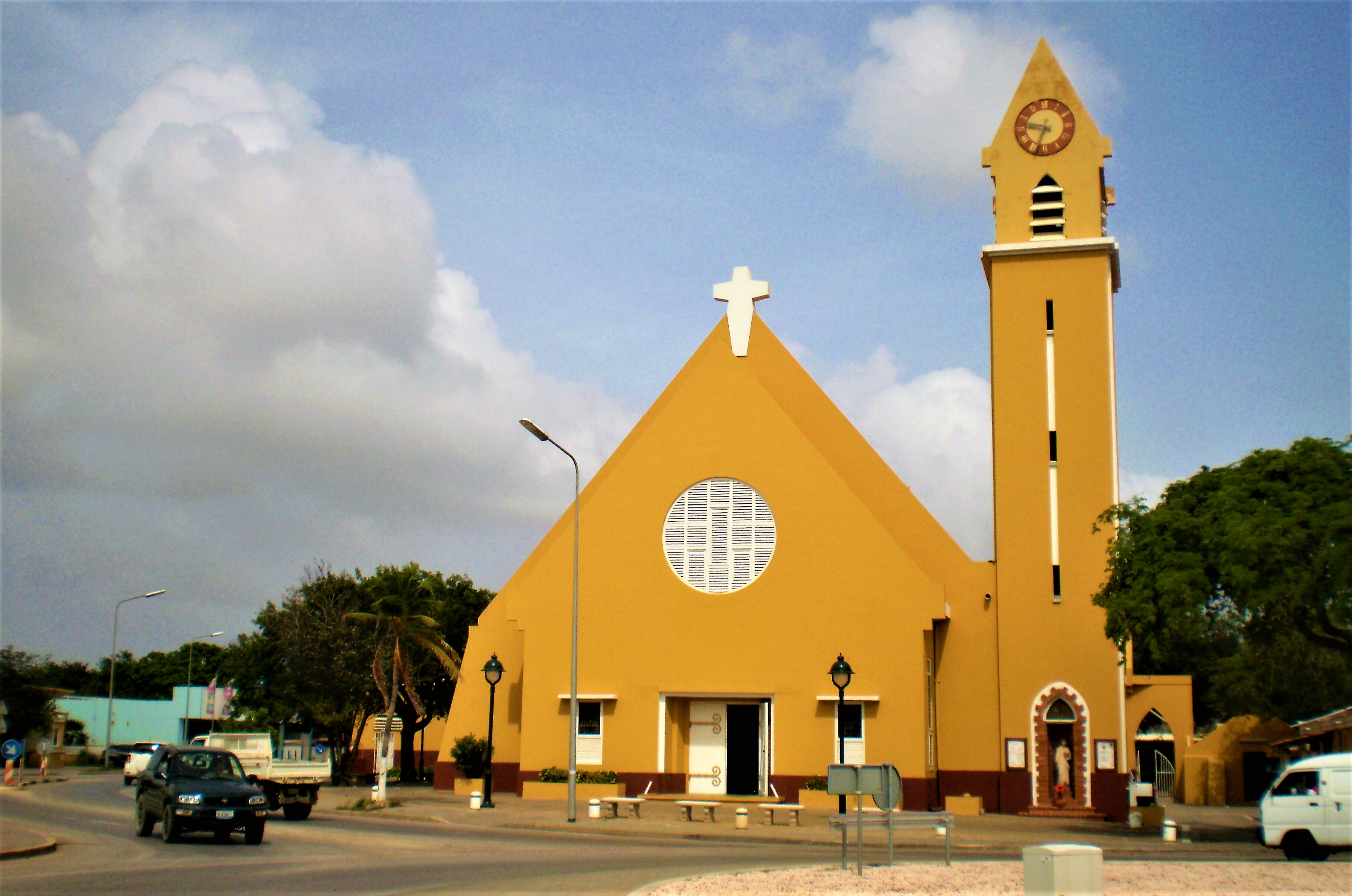
Iglesia católica de San Luis Beltrán (Kralendijk)

- Nort di Saliña con 2.378 habitantes
- Rincón con 1.788 habitantes

### Religión
Al igual que en el resto de las antiguamente denominadas Antillas Neerlandesas, en Bonaire, la religión predominante es el cristianismo siendo la denominación más importante la Iglesia católica. Si bien la isla perteneció primero a España y luego al Reino de los Países Bajos (cuya principal denominación al momento de la colonización eran iglesias protestantes), el culto católico ha sido tan influyente que permanece como principal religión hasta nuestros días. Eclesiásticamente, las iglesias en Bonaire dependen de la diócesis católica de Willemstad en la vecina isla de Curaçao.
Tras el descubrimiento de Bonaire por Alonso de Ojeda en 1499, la vida espiritual de los cristianos estaba en manos de los monjes que venían de Venezuela para bautismos. Estos misioneros pertenecían a los Jesuitas de la orden Franciscana. El primer sacerdote residente fue Jacob Bernardus Eisenbel (neerlandés), que llegó desde Aruba para instalarse por varios años en Bonaire y de quien toma nombre la Parroquia de San Bernardo, el principal templo católico de la capital bonairense, Kralendijk.

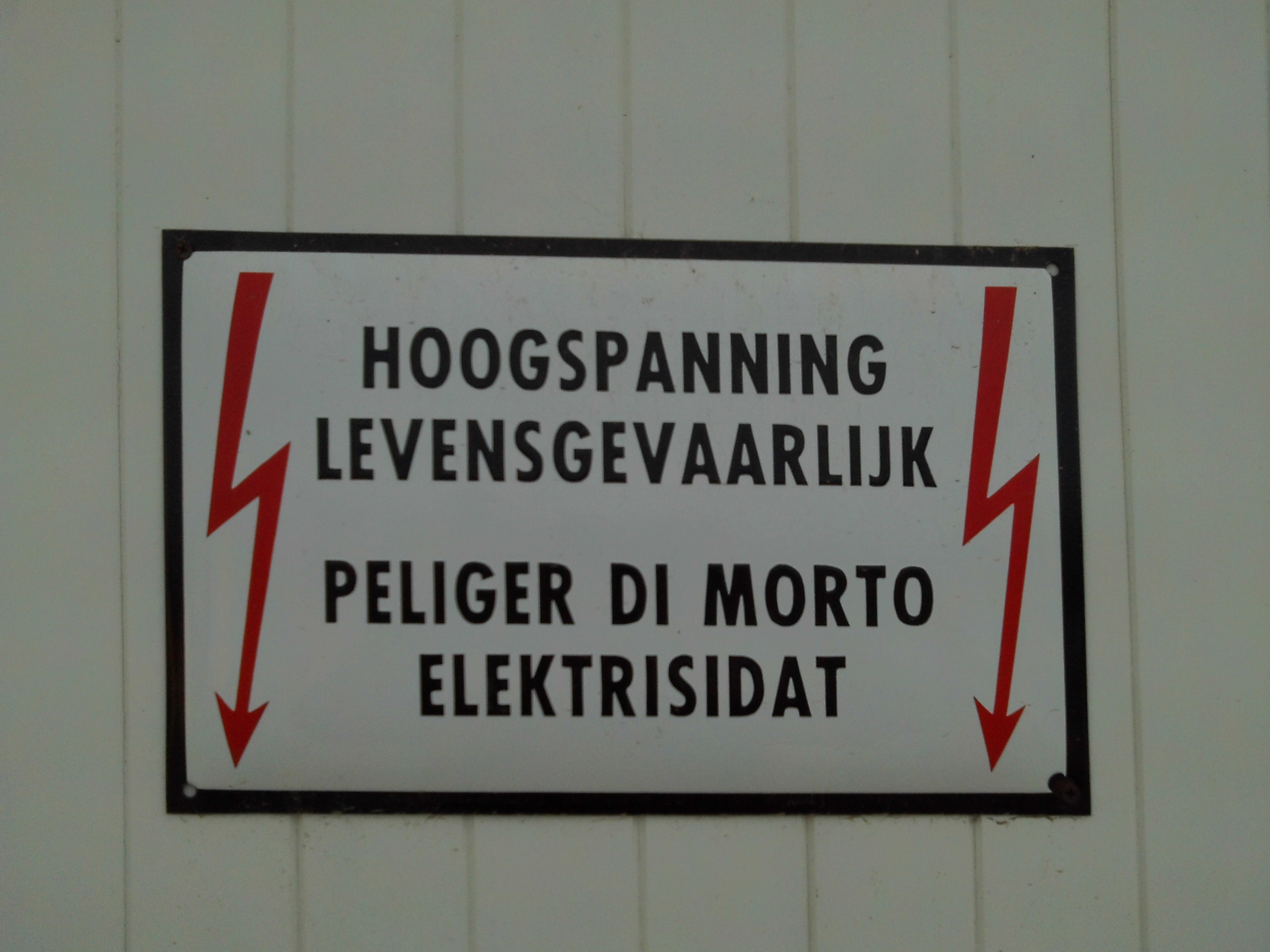
Cartel informativo escrito en papiamento y neerlandés en Bonaire

En Rincón, segunda ciudad importante de Bonaire, se ofrecen numerosos festivales regulares, incluidos los festivales Simadan anuales (cosecha) y el Dia di San Juan (Día de San Juan).

### Idiomas
Los principales idiomas de Bonaire son el papiamento y el neerlandés, ambos tuvieron carácter oficial mientras la isla fue parte de la Antillas Neerlandesas hasta el año 2010. Desde que la Isla es un municipio especial de los Países Bajos la única lengua oficial es el neerlandés, a pesar de que esta lengua para 2017 solo era hablada por 15% de la población y el papiamento es la lengua más hablada (alrededor del 74% de la población habla papiamento habitualmente). Además, el español y el inglés son hablados por gran parte de la población.
| Idioma                | Papiamento | Inglés | Neerlandés | Español | Otros |
| --------------------- | ---------- | ------ | ---------- | ------- | ----- |
| Bonaire               | 70,3       | 4,0    | 10,4       | 13,4    | 1,8   |
| Antillas Neerlandesas | 62,7       | 15,4   | 8,2        | 9,1     | 5,2   |

La ley neerlandesa sin embargo establece desde 2012 que en el caso de Bonaire cualquier ciudadano puede utilizar el papiamento en su comunicación con los órganos del gobierno si así lo solicita, los órganos del gobierno además pueden utilizar el papiamento en sus actividades regulares. (Ley de aplicación para las entidades públicas de Bonaire, San Eustaquio y Saba, Invoeringswet openbare lichamen Bonaire, Sint Eustatius en Saba)
En enero de 2024, el consejo insular de Bonaire aprobó una moción para declarar el papiamento lengua regional de Bonaire en virtud de la Carta Europea de las Lenguas Regionales y Minoritarias, y el ministro de Asuntos Exteriores del Reino de los Países Bajos afirmó que se aplicaría esta decisión.

### Educación
El sistema educativo de Bonaire está basado en el modelo del sistema neerlandés. Los primeros grados se imparten únicamente en papiamento, y se incorpora el neerlandés a medida que se avanza en el nivel del grado que se cursa.
También hay una escuela de medicina privada en Bonaire, la Escuela de Medicina Saint James «Saint James School of Medicine» allí todos los cursos que se presentan en los programas escolares se dan en inglés. Ambos se basan en el Currículo escolar de las facultades de medicina de Estados Unidos y gradúan a Doctores en Medicina, cuyo título se reconoce en América del Norte.

## Transporte

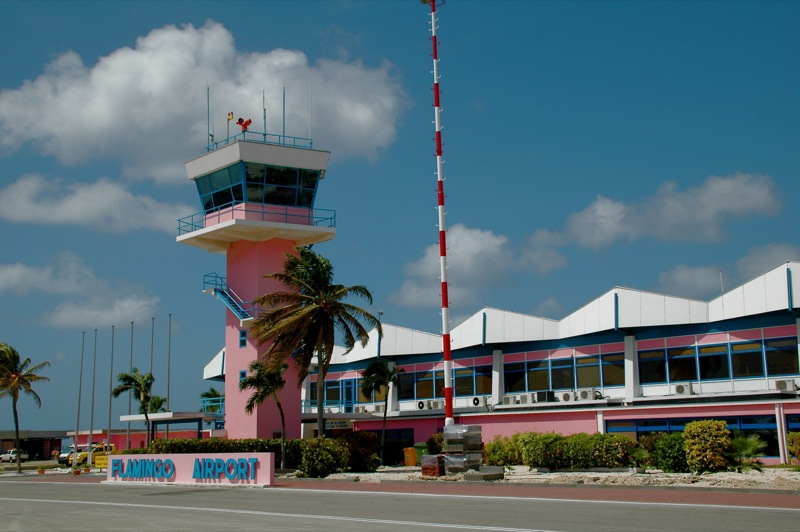
Aeropuerto Flamingo

El primer aeropuerto de Bonaire estaba situado cerca de Tra'i Montaña Subi Blanku y cruzaba el camino actual de Kralendijk a Rincón y fue construido en 1936. El aeropuerto resultó ser demasiado pequeño cuando los soldados estadounidenses llegaron a Bonaire en la segunda mitad de 1943. El comandante declaró que había que construir un nuevo aeropuerto. La construcción comenzó en diciembre de 1943 y el nuevo "Aeropuerto Flamingo" se inauguró en 1945. Se construyó una pequeña terminal adecuada al número de pasajeros de la época. Este edificio se utilizó hasta mediados de 1976. El aeropuerto recibió muchas ampliaciones tanto de la pista como de la propia terminal.
En la actualidad, el aeropuerto se conoce como Aeropuerto Internacional de Flamingo y cuenta con una gran variedad de aerolíneas nacionales e internacionales. Los servicios procedentes de Estados Unidos incluyen Delta Air Lines, American Airlines y United Airlines. Entre las aerolíneas que prestan servicio en Europa se encuentran TUI Netherlands y KLM. El servicio aéreo desde Curazao es constante a través de Divi Divi Air y EZ Air.
El aeropuerto está equipado con una estación de bomberos, una torre de control y un hangar. Hay planes en marcha para modificar las instalaciones actuales del aeropuerto, la pista y la estación de bomberos.

## Deportes
Los deportes más practicados son el buceo, el fútbol, el windsurf y la pesca.

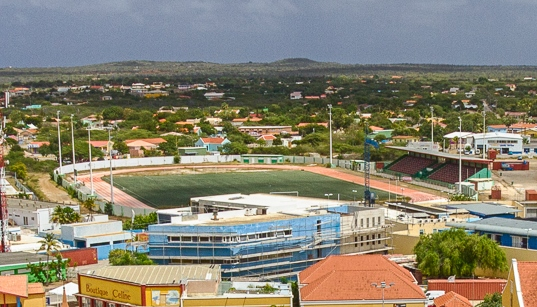
Estadio de Kralendijk

Los 287,5 km² de esta isla están rodeados por un arrecife, al que se llega muy fácilmente buceando desde la orilla. Los sitios para buceo —hay 60 en la isla principal y otros 26 más en la cercana Klein Bonaire— están marcados por rocas pintadas de amarillo brillante, ubicadas a un lado del camino. Llevan nombres como 1,000 Steps (Mil Pasos), Alice in Wonderland (Alicia en el país de las maravillas), Country Garden (País Jardín) y Sweet Dreams (Dulces Sueños).
Los residentes de Bonaire participan en numerosos eventos deportivos, incluidos todos los deportes populares que atraen a los turistas a la isla, como el submarinismo, la vela, la pesca, la navegación, el windsurf, el kitesurf, el ciclismo, el béisbol, el fútbol, el voleibol y el tenis. En Bonaire hay múltiples tiendas de buceo, la mayoría de las cuales ofrecen instrucción de buceo y certificación PADI, NAUI, SSI y CMAS. Las tiendas de buceo de la isla suelen ofrecer alquiler de botellas y equipos de buceo, excursiones de buceo en barco, snorkel, kayak y clases de naturalismo. Algunas tiendas de buceo tienen estaciones de mezcla de gases y ofrecen instrucción y excursiones de buceo técnico.
Bonaire fue sede de la Copa del Mundo PWA Bonaire 2014 y del 10.º Campeonato Prokids IFCA 2014 en la Bahía Lac, en Sorobon, en el lado oriental de la isla. También acoge varios campeones profesionales de windsurf. Igualmente, la isla es la sede de la Regata anual de Vela de Bonaire, una competición y celebración nacional de vela que se viene celebrando cada octubre en el sector de Playa. El evento comenzó en 1967, cuando el capitán Don Stewart retó a Hubert Domacasse a una carrera, apostando 27 cajas de cerveza a que su barco de pesca "Sislin" era más rápido que el barco de pesca "Velia" de Domacasse. Las regatas se disputan entre el lado de sotavento de la isla y la isla de Pequeña o Klein Bonaire.
La Federación de Fútbol de Bonaire es miembro de la CONCACAF y la Federación de Voleibol de Bonaire es miembro asociado de la CAZOVA (Asociación Zonal de Voleibol del Caribe) y de la NORCECA. Los equipos de béisbol juegan en la región caribeña de Pequeñas Ligas y la Liga Pony. Bonaire también fue confirmada como la asociación nacional de tenis de mesa número 218.

## Medios de comunicación

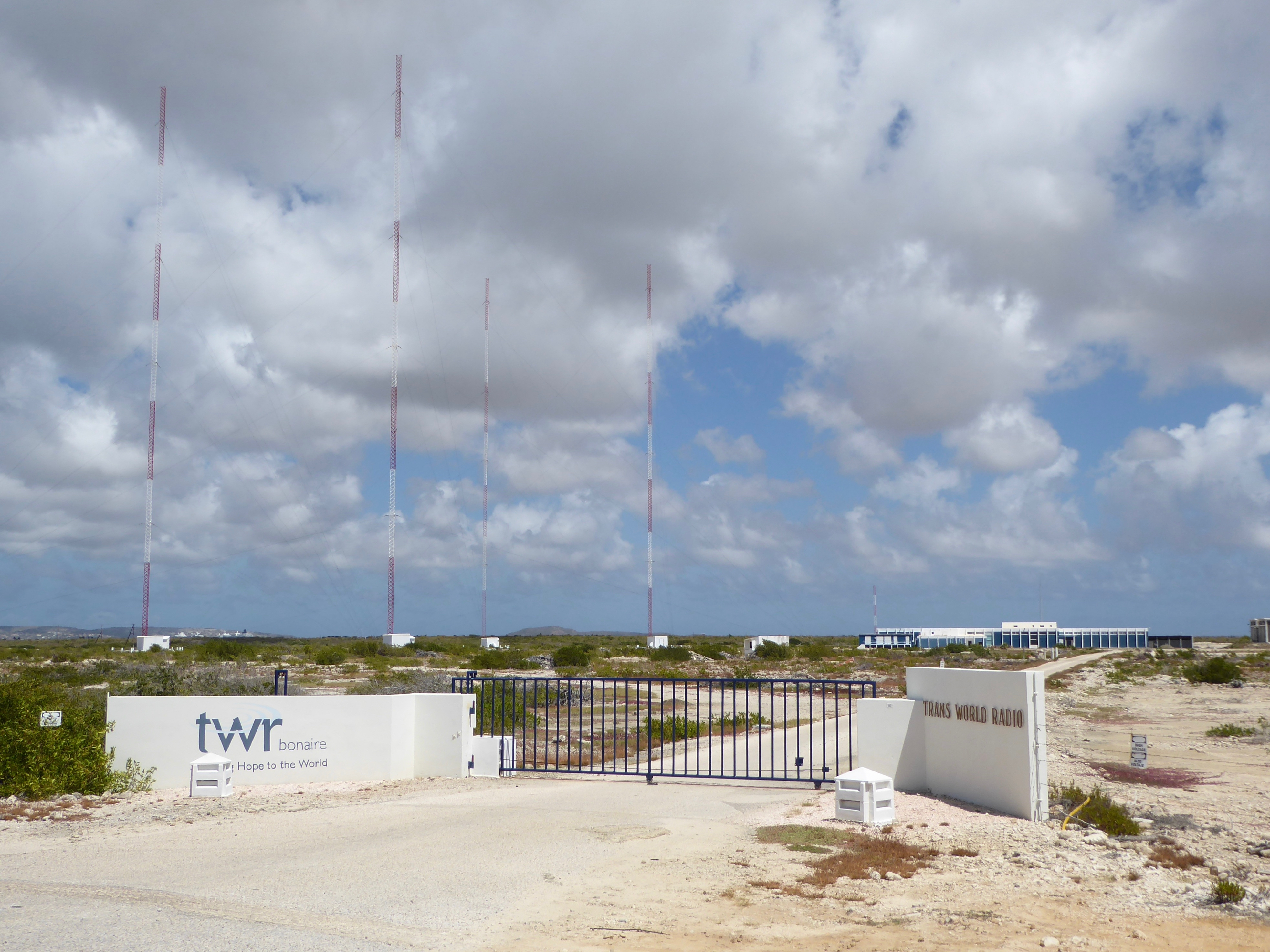
Antenas transmisoras de Trans World Radio en Bonaire

### Radio
Trans World Radio (TWR) estableció por primera vez su sitio de transmisión AM en la isla de Bonaire en 1964 para transmitir programas cristianos en América Latina y el Caribe. TWR-Bonaire comenzó a operar con tres transmisores, incluyendo un transmisor de onda media Brown-Boveri (500 kW sobre 800 kHz) y dos transmisores de onda corta (200 kW y 50 kW); sin embargo, su licencia para operar el transmisor de 500 kW fue revocada en 1999, restringiendo así la transmisión a 100 kW. El transmisor de onda media Brown-Boveri fue vendido y retirado de la isla. Fue sustituido por otro transmisor de onda media (PJB3-AM). En 2012, se permitió a TWR-Bonaire aumentar su potencia de 100 kW a 450 kW, pero para ello tuvieron que recaudar 38 millones de euros (43.456.610,00 dólares). En 2016 encargaron a Kintronic Labs la construcción de un sistema de antenas direccionales de matriz paralela de cuatro mástiles y 231 metros. El 31 de enero de 2018 adquirieron un transmisor de onda media Nautel Broadcast de 450 MW por 3,8 millones de dólares, y el nombre cambió de Trans World Radio a Shine 800 AM.
Radio Netherlands Worldwide operaba una estación de retransmisión de onda corta en 12°12′48″N 68°19′23″W. Debido a la amplia disponibilidad de enlaces de Internet que proporcionan una mayor calidad de audio y más flexibilidad, las emisiones de onda corta de RNW-Bonaire se interrumpieron y a finales de octubre de 2012, la estación de radio fue cerrada y las instalaciones desmanteladas.
Bonaire cuenta con dos emisoras de radio insulares que emiten información general: Bon FM y Radiodifucion Boneriano. El idioma que se habla en ambas es el papiamento.

### Internet y periódicos
Hay varias fuentes de noticias en Internet, como BES Reporter en inglés, Bonaire en papiamento y neerlandés, Bonaire Nieuws en neerlandés e Info Bonaire en inglés. Los periódicos locales, algunos de los cuales también están disponibles en línea, son The Bonaire Reporter en inglés, Extra y Boneriano en papiamento, Bonaire Times en inglés, español y holandés, y dos periódicos holandeses: Amigoe y Antiliaans Dagblad.

### Televisión
Flamingo Television Bonaire B.V. ofrece programación por cable y acceso a Internet mediante conexión por cable o fibra óptica. La programación local y regional se ofrece en diferentes idiomas, como papiamento, español, holandés y chino. Los canales en inglés están disponibles gracias a los esfuerzos de un grupo unificado de empresas de cable que conforman la Caribbean Cable Cooperative Ltd.
Los programas de televisión digital y el acceso a Internet son ofrecidos por Telbo N.V., un proveedor de comunicaciones y medios con una infraestructura basada en IP. Es el principal proveedor de servicios telefónicos, y también ofrece varios paquetes de programas de televisión digital de alta calidad con más de 130 canales digitales.
Los residentes de Bonaire reciben algunos de los principales canales de televisión nacionales de Venezuela, todos ellos principalmente en español.

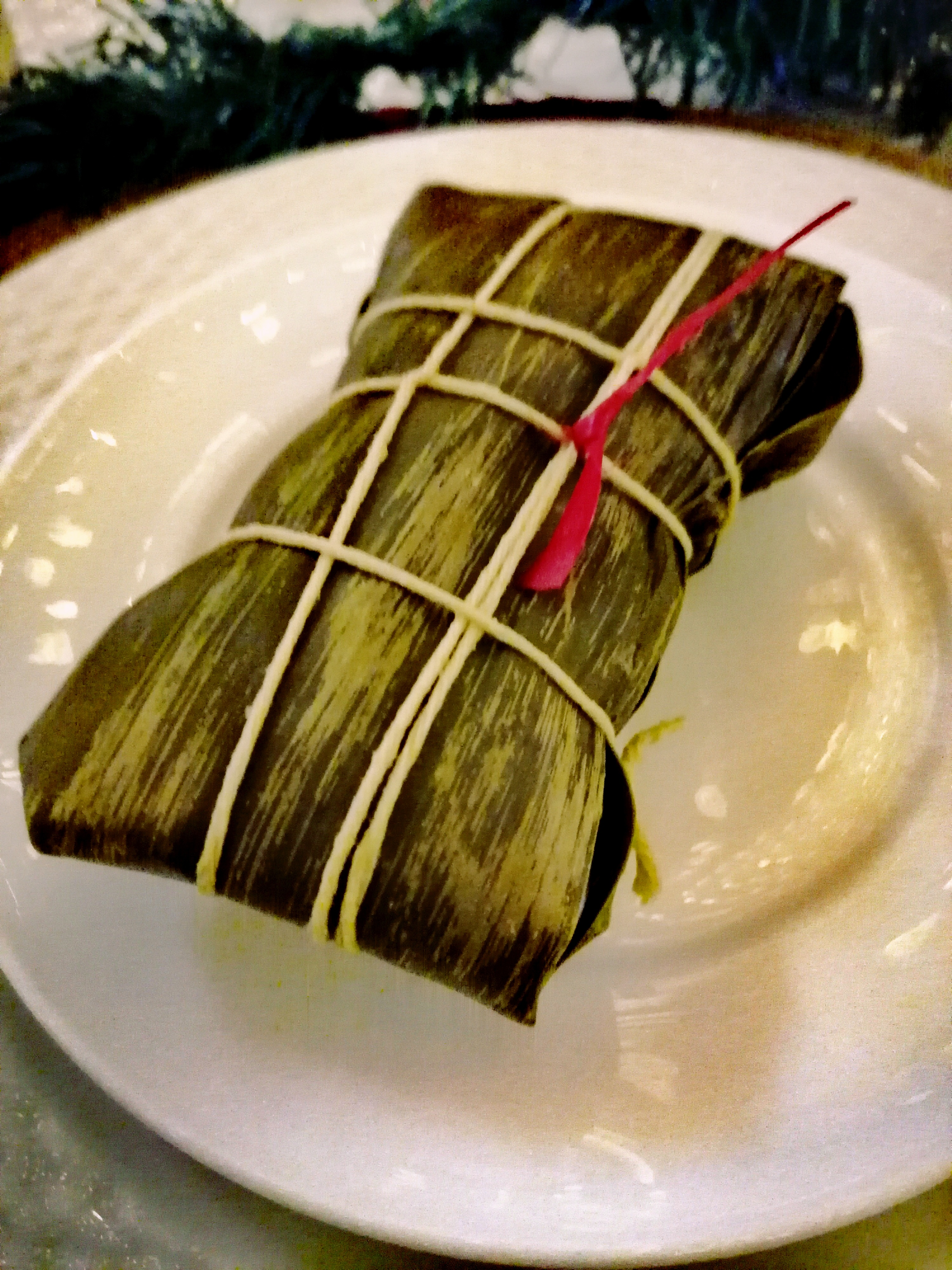
La hallaca, un plato típico de la Navidad en Venezuela, también se consume en Bonaire con el nombre en papiamento de Ayaka

## Cultura

### Música
La isla de Bonaire es conocida por una gran variedad de bailes, como el Bari y el Simadan. También son populares la polka, la carioca, la rumba, el merengue, la danza, el joropo (traído de Venezuela), el vals de jazz y la mazurca. El Baile di Sinta es una danza popular de la fertilidad de origen europeo, que se realiza alrededor de un palo de mayo. Las canciones de trabajo tradicionales africanas en Bonaire evolucionaron con el tiempo hasta convertirse en canciones rituales con complejas danzas, instrumentación y polifonía.
El Bari, que se interpreta durante el festival del mismo nombre, así como en otras ocasiones, está dirigido por un único cantante que improvisa letras comentando acontecimientos y personajes locales (dicho cantante es similar a un calipsista). La danza de Bari, que se interpreta durante el festival de Bari, se acompaña de un tambor parecido a un bongó llamado Bari. La primera parte de la danza presenta a los hombres compitiendo en una danza ritual estilizada para las mujeres, seguida de una parte en la que las parejas bailan, aunque no se tocan (es similar a la tumba).
Después de la cosecha de sorgo, entre febrero y abril, se celebra la fiesta de Simadan, en la que la wapa, una danza rítmica y arrastrada, acompaña la celebración. Las canciones tradicionales de Simadan incluyen tres formas de llamada y respuesta, el Dan Simadan, el Belua y el Remailo. En ellas se utilizan instrumentos como el bari, el wiri, el karko, la quarta, la guitarra, el triángulo y las palmas.

Escudo de Bonaire

### Símbolos
La bandera, con la estrella de seis puntas, simboliza una brújula. Los habitantes de Bonaire eran y son excelentes pescadores y marineros. También se dice que los cuatro puntos del anillo que indican el Este, el Oeste, el Sur y el Norte pretenden indicar que todas las personas del mundo son iguales, independientemente de su procedencia. El color rojo hace referencia a la sangre y a la capacidad de supervivencia del bonaerense. El amarillo representa el sol, la playa y las flores del Kibrahachi y el cactus. El blanco representa la paz y la internacionalización. El color azul representa el mar. La bandera no existe desde hace mucho tiempo. Sólo el 11 de diciembre de 1981 se aprobó el diseño, al que toda la población pudo contribuir y opinar.

### Sitios y monumentos históricos
La Corporación de Turismo de Bonaire enumera por los menos 25 lugares históricos en Bonaire:
- Monumento a la Segunda Guerra Mundial. En memoria de los bonaireños que perdieron la vida durante la guerra. La mayoría murieron cuando los submarinos alemanes hundieron petroleros tripulados por hombres de las Antillas Neerlandesas. Bonaire perdió más marineros que ninguna otra isla holandesa.

- Pasangrahan. Construido hacia 1890 como hogar de la familia Debrot. En 1921, se convirtió en una casa de huéspedes del gobierno de los funcionarios visitantes. Más tarde se convirtió en la oficina de suministro de agua y obras públicas. Fue restaurado y reabierto en 1980 como Casa del Parlamento de la isla, donde se reúne el consejo insular.

- Parque Wilhelmina. Este parque lleva el nombre de la reina Guillermina de los Países Bajos.

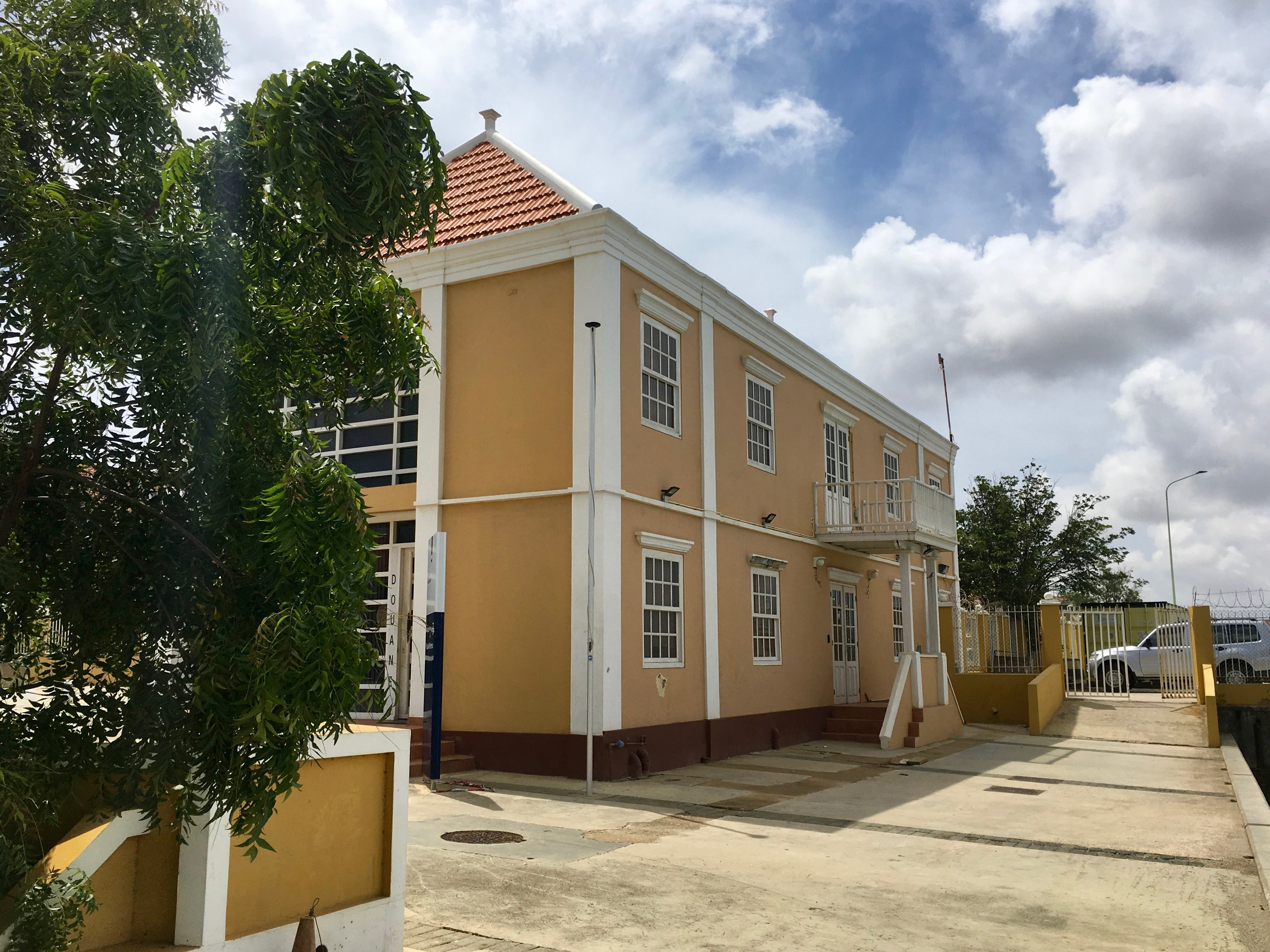
Passangrahan, Bonaire

- Iglesia protestante. Esta congregación se estableció en 1843. La iglesia se construyó en 1847, principalmente para los holandeses que vivían en Bonaire. La torre de la iglesia se añadió en 1868.

- Monumento a Van Walbeeck. Este monumento de 1934 conmemora el 300.º aniversario de Johannes van Walbeeck, primer director de la Compañía Holandesa de las Indias Occidentales en Curazao y primer gobernador de las Antillas Neerlandesas.

- Monumento a Eleanor Roosevelt. Este monumento es en honor a la visita de la Sra. Roosevelt a las tropas estadounidenses en Bonaire en la Segunda Guerra Mundial.

- Asiento de bienvenida. Este banco fue inaugurado el 31 de agosto de 1923. Es un lugar donde la gente se sentaba a esperar a sus familiares y amigos que venían de Curazao. La placa está dedicada a la Reina Guillermina de los Países Bajos. La forma de "W" hace referencia a "welcome" y "Wilhelmina".

- Edificio de la Aduana. Este edificio se construyó en 1925 como Oficina Insular. A lo largo de los años, sirvió como oficina del recaudador de impuestos, oficina de aduanas y oficina de correos. Fue desalojado en 1995 para su restauración. Ahora vuelve a ser una oficina de aduanas.

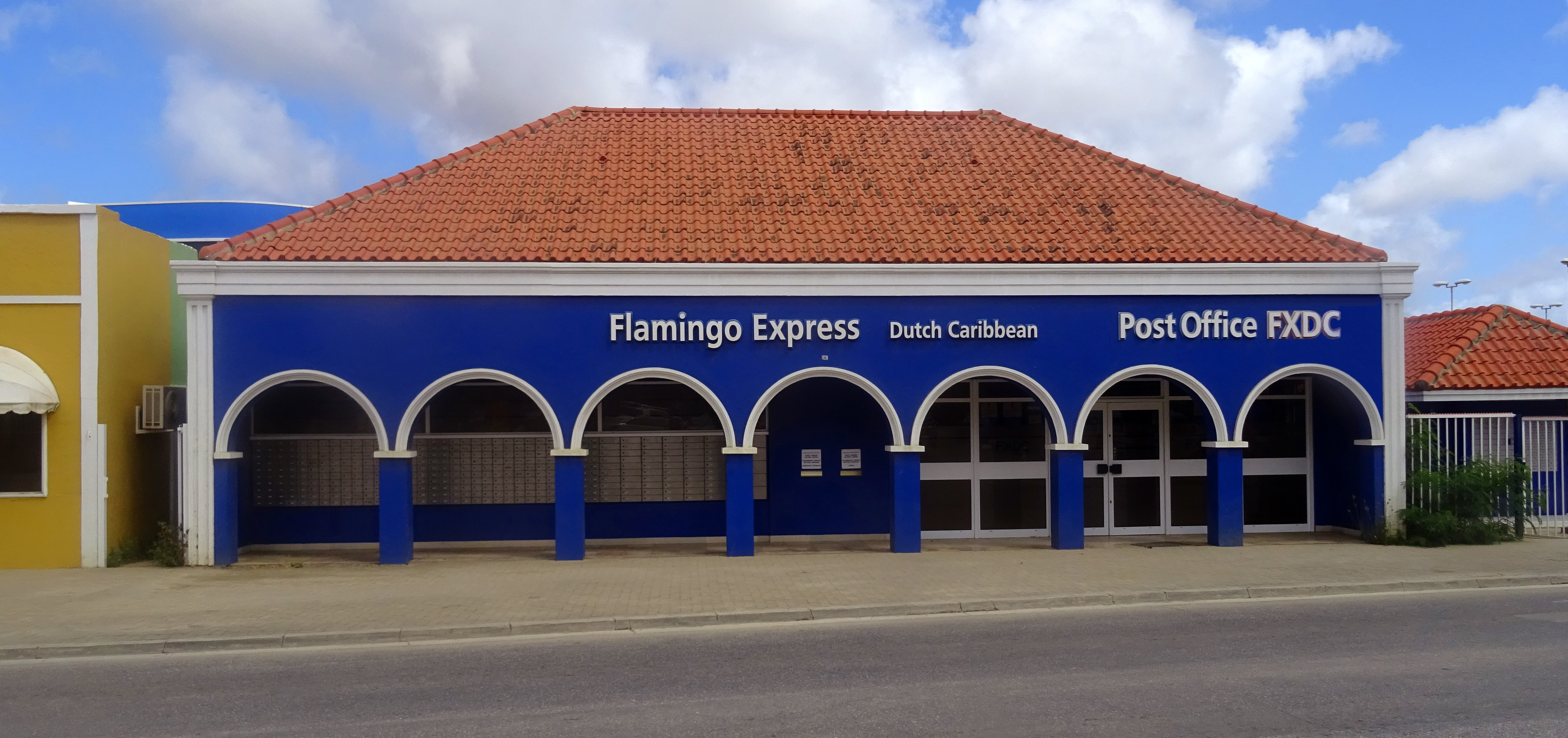
Oficina de Correos

- Edificio de la Oficina del Gobierno. Este edificio se construyó en 1837 como vivienda del gobernador. Fue restaurado en 1972, y ahora es el principal edificio de oficinas del gobierno de la isla.

- Fuerte Oranje. Este fuerte se construyó en 1639. El comandante de la isla vivió aquí hasta 1837, cuando se construyó su nueva casa al lado. El fuerte nunca entró en acción. Los cañones son antiguos cañones ingleses que datan de entre 1808 y 1812. Alrededor de 1868 se construyó un faro de madera, que fue sustituido por una estructura de piedra en 1932. A lo largo de los años, el edificio se ha utilizado como centro gubernamental y almacén de bienes del gobierno, como prisión, policía y estación de bomberos. El edificio del fuerte fue restaurado en 1999, y fue sede del juzgado hasta 2011.[76]

- Monumento a Betico Croes. Este monumento y busto conmemora a Betico Croes, que lideró la lucha por el "estatus Aparte" y promovió hasta su muerte los primeros intentos por la independencia de la isla de Aruba respecto de los Países Bajos .

- Oficina de Correos. La primera oficina de correos se estableció en 1890 y se trasladó a este edificio en 1974. Ha sido restaurado recientemente.

- Oficina de Información Turística.[75] Un informe de 1956 indicaba que el turismo podría convertirse en la principal fuente de ingresos de Bonaire. Aquí se ofrece información sobre Kralendijk y Bonaire.

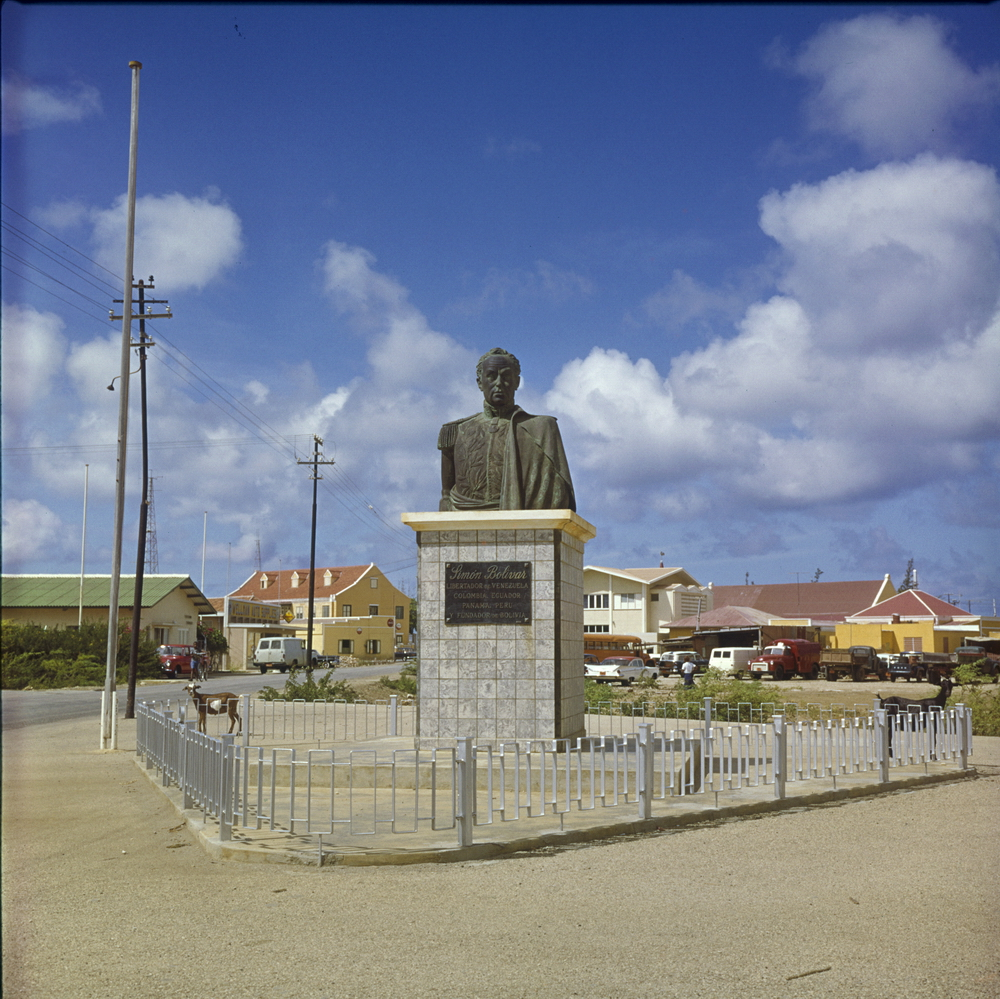
Monumento y busto a Simón Bolívar en Bonaire

- Compañía telefónica (TELBO)[77] La primera conexión telegráfica con Curazao fue en 1911. Las líneas telefónicas se tendieron hasta Rincón en 1921. La construcción del teléfono comenzó en 1944, y se hizo automático en 1961. En 1975, Bonaire fue la primera isla holandesa con marcación directa internacional. En 1999, Bonaire tuvo su primera conexión de fibra óptica por cable bajo el mar.

- Monumento y busto de Simón Bolívar. Este monumento conmemora la visita del Libertador de Venezuela a Bonaire en 1816 cuando buscaba seguridad durante la Guerra de la Independencia de Venezuela.

- Museo Boneriano. Este museo contiene diferentes artefactos del pasado de Bonaire.

- Iglesia católica de San Bernardo. Esta parroquia dedicada a San Bernardo se fundó en 1827. El edificio original se construyó en 1829, y se sustituyó en 1848. El complejo de la iglesia incluía la casa del sacerdote.

- Plaza Fraternan de Tilburg. Este monumento está dedicado a los Fraters de Tilburg[78] que se dedicaron a la educación en la isla desde 1894 hasta 1991.

- Julianaplein. Es un pequeño parque en honor a la reina Juliana de los Países Bajos.

- Antiguo convento de San Francisco de Asís. Las Hermanas de Roosendaal[79] iniciaron aquí una escuela en 1856, donde unas 30 niñas de Bonaire se convirtieron en hermanas católicas. Todas las hermanas holandesas han regresado a los Países Bajos, y las hermanas de Bonaire viven ahora en la comunidad. Detrás del convento hay una capilla y un hogar para ancianos.

- Antiguo hospital. Construido en 1922 y restaurado en 1944. Desde la apertura del moderno hospital en 1977, el edificio se utiliza para oficinas y para los ancianos.

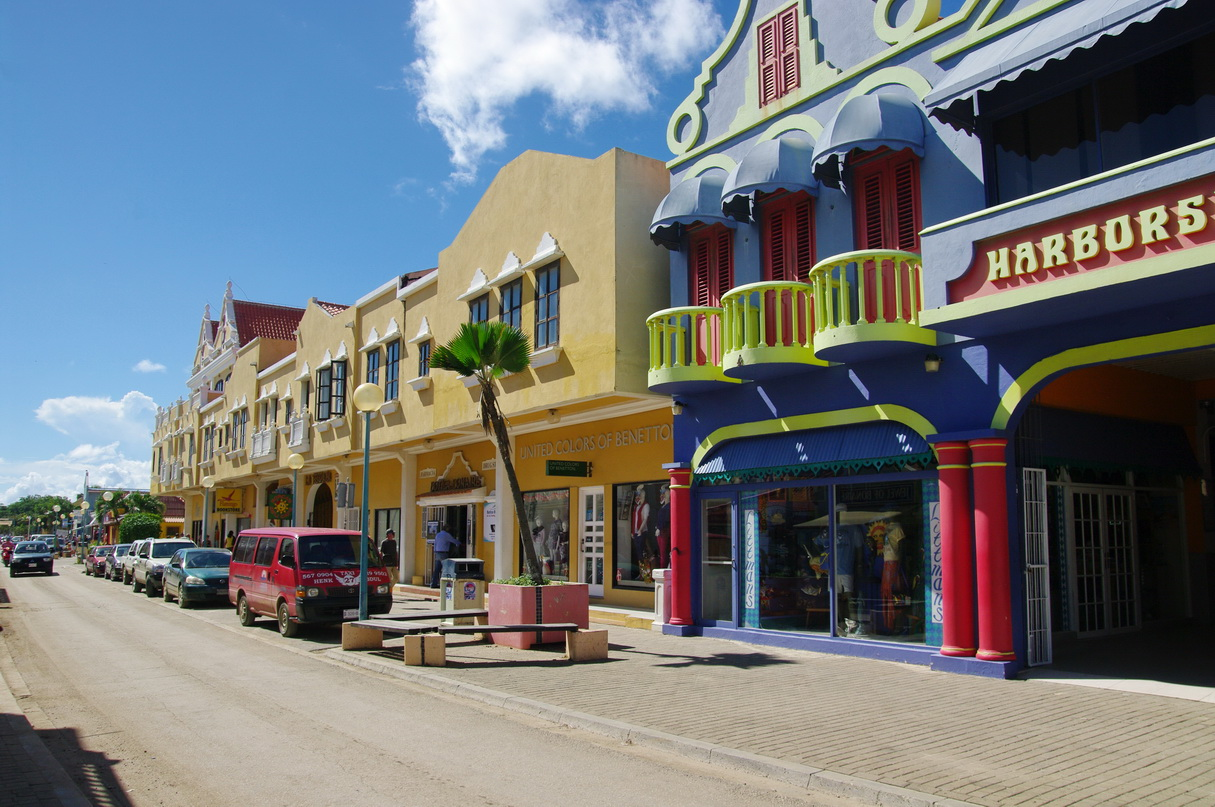
Kaya Grandi (Calle Grande) de Kralendijk, Bonaire

- Capilla del Antiguo Hospital. Esta capilla acoge a visitantes de todas las religiones (en su mayoría cristianos).

- Cañones históricos. Estos cañones se encuentran al otro lado de la calle del Antiguo Hospital. Son de un barco británico que encalló en 1829 cerca del estanque Oranje. El ancla se encontró en la misma zona.

- Calle comercial principal (Kaya Grandi, literalmente en español Calle Grande). Esta calle comercial tiene una arquitectura variada de muchos estilos de finales del siglo XIX y del siglo XX. Los comerciantes vivían en el piso de arriba y los negocios estaban en la planta baja.

- Mercado de pescado. Se construyó en 1935 como mercado para los pescadores. Ahora un barco de frutas y verduras viene de Venezuela semanalmente. Los venezolanos venden los productos en la antigua lonja.